# Palacio de Compiègne
El palacio o castillo de Compiègne (en francés: Château de Compiègne) es una antigua residencia real e imperial situada en Compiègne, una localidad de la región del Oise en la Picardía, Francia.
El castillo fue objeto de clasificación como Monumento Histórico de Francia el 24 de octubre de 1994. Propiedad del Estado, está afectado al Ministerio de la Cultura y administrado por la Dirección de Museos de Francia. El Museo Nacional del Palacio de Compiègne, dirigido por un conservador del patrimonio con la categoría de «conservador en jefe» o «conservador general», tiene como tarea la administración de los tres museos que ocupan el palacio, es decir, de los departamentos históricos y su mobiliario, el Museo del Segundo Imperio y el Museo del Automóvil y el Turismo.

## Historia

### El palacio real merovingio
Cuatro palacios se suceden en Compiègne. El más antiguo se remonta al inicio de la dinastía merovingia y data aproximadamente del reinado de Clodoveo I. Probablemente, estaba construido en madera, pero su emplazamiento es difícil de determinar.
Numerosos actos oficiales fueron datados en Compiègne, lo que indica que los Merovingios pasaban el tiempo ahí. Es en este "palacio real" de Compiègne en el que Clodoveo muere en 561, al regreso de una partida de caza en Saint-Jean-aux-Bois.
Es en Compiègne que Clotario II hace la paz con su sobrino Teodeberto II (o Teodoberto) en 604. Dagoberto I reúne aquí, en 633, el parlamento que decide la fundación de la basílica de Saint-Denis y es en este palacio que estaba guardado su tesoro, dividido en 639 entre sus sucesores.
Durante la etapa de la dinastía carolingia, Compiègne es con frecuencia el lugar de reunión de las "asambleas generales" de obispos y señores y, a partir del reinado de Pipino el Breve, se transforma en un importante lugar en el plano diplomático: es aquí que en 757, Pipino agasaja, en medio de una gran asamblea, una embajada del emperador bizantino Constantino V y recibe homenaje del duque de Baviera, Tasilón III. Es aquí también que Luis el Piadoso reúne varias asambleas, en dos de las cuales, las de 830 y 833, es obligado a abdicar.

### El palacio de Carlos el Calvo
Carlos el Calvo estableció progresivamente en Compiègne el sitio de su autoridad real después imperial. En 875, recibió ahí una embajada del emir de Córdoba, Muhammad I, el cual llevó ricos presentes transportados en dos camellos. Consagrado emperador en Roma en la Navidad de 875, Carlos funda en 877 la abadía Notre-Dame de Compiègne que él basa sobre el emplazamiento del antiguo palacio merovingio, mientras que para él mismo manda construir un nuevo palacio situado sobre el Oise, el cual el abad utiliza como capilla imperial, sobre el modelo de palacio que su abuelo Carlomagno había creado en Aquisgrán.
El hijo de Carlos el Calvo, Luis II el Tartamudo, es entronizado y consagrado en Compiègne en 877, en la capilla palatina, donde es enterrado diez años más tarde, en 879. Es ahí donde es consagrado Eudes, duque de Francia, hijo de Roberto el Fuerte, proclamado rey en 888 por la asamblea de los grandes, en lugar de Carlos el Simple, demasiado joven. Convertido a su vez en rey, este último reside con frecuencia en Compiègne, que se vuelve la residencia principal de los soberanos de la décima dinastía. Aquí morirá el último rey de la dinastía carolingia, Luis V, en 987.
Los integrantes de la dinastía de los Capetos continúan frecuentando Compiègne, pero el palacio pierde progresivamente su rol político. El desarrollo del pueblo de Compiègne los lleva a ceder poco a poco el antiguo dominio real en beneficio de la población. Felipe Augusto refuerza las murallas del pueblo y fortifica el viejo palacio carolingio y erige un torreón para controlar mejor la región de Oise.
El proceso de enajenación de los Capetos de este dominio real culmina bajo Luis IX; solo la gran sala y la torre del antiguo palacio son conservadas como sede y símbolo de la administración militar y feudal, pero las grandes asambleas deben, a partir de ese momento, llevarse a cabo en la abadía de Saint-Corneille. El rey no conserva en Compiègne más que una modesta residencia en el límite con el bosque, llamada Royallieu.

### El palacio medieval
Carlos V edifica hacia 1374 un castillo, origen del palacio actual. En 1358, siendo todavía regente del reino, reúne en Compiègne, en el antiguo palacio carolingio, los Estados Generales y observa la falta de seguridad de la residencia de Royallieu, en el linde del bosque.
Decide, entonces, construir un nuevo castillo sobre el terreno que recompra en 1374 a los religiosos de la Abadía de Saint-Corneille, a quienes Carlos el Calvo se los había vendido. Debe tirar abajo las casas que se encuentran en ese solar y los trabajos no son terminados hasta que Carlos V muere en 1380.
Éste es el castillo que, engrandecido con el paso de los siglos, va a dar nacimiento al palacio actual y, del cual, no subsisten más que unos pocos vestigios perdidos en la mampostería del edificio.
También en este edificio Carlos VI reúne los estados generales de 1382. Los reyes permanecen con frecuencia en Compiègne con la sola interrupción del siglo XV, cuando la región cae en manos de los Borgoñones entre 1414 y 1429. Carlos VII, al regreso de su consagración en Reims, hace su entrada solemne el 18 de agosto de 1429 y reside en el castillo durante doce días, inaugurando la tradición de permanencia de los reyes franceses en Compiègne al regreso de su coronación, y que será observada por casi todos los monarcas hasta Carlos X inclusive.

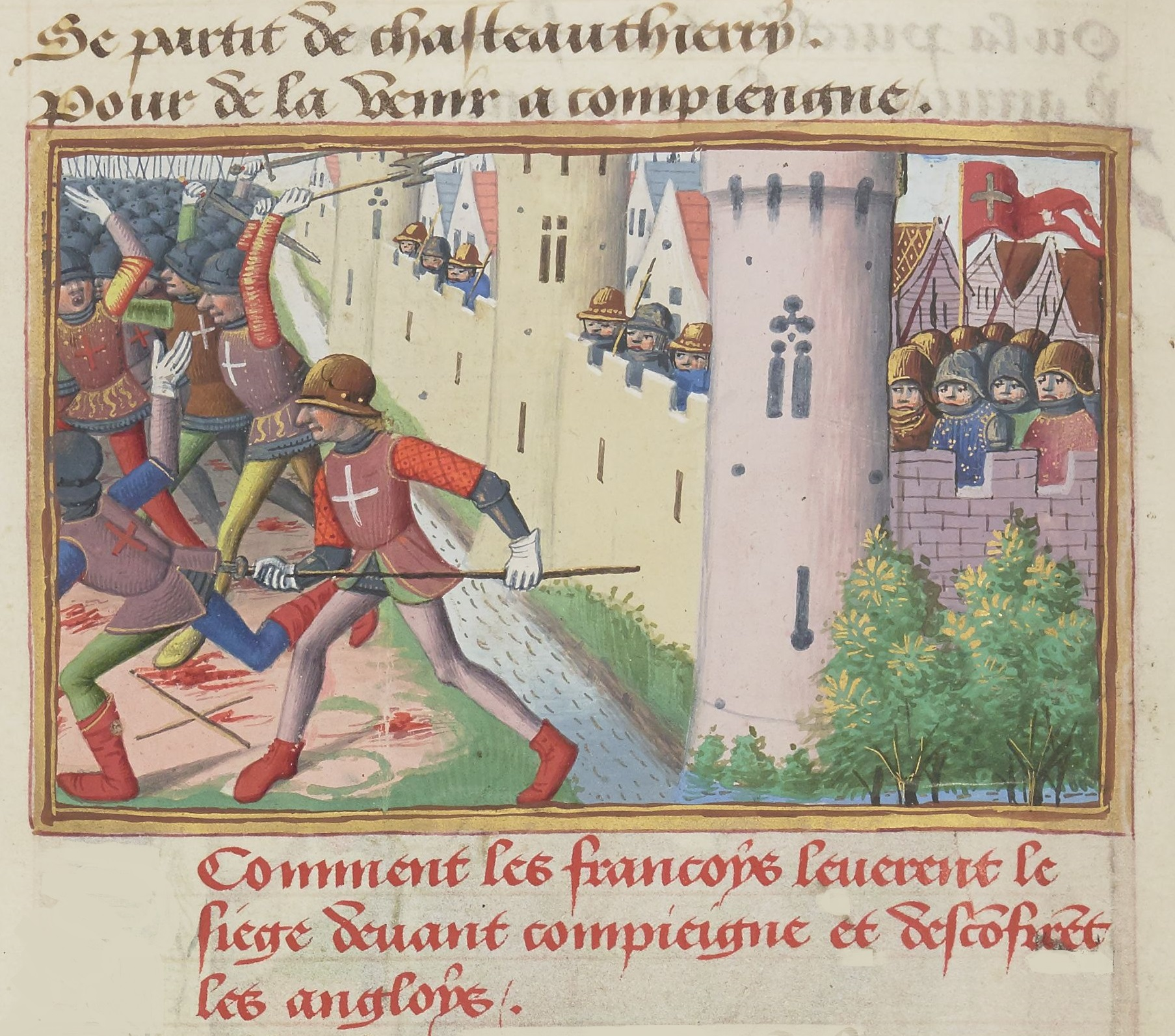
Episodio del sitio de Compiègne (1430) durante la guerra de los Cien años. Reinado de Carlos VII

No volverá a Compiègne sino hasta 1441, acompañado del delfín, el futuro Luis XI, encontrando un castillo muy deteriorado en el curso de los diferentes sitios. En 1451 lo hace reparar y agrandar para permanecer un tiempo prolongado.
Carlos VIII y Luis XII permanecen en varias oportunidades en Compiègne. Francisco I, que viene aquí asiduamente, busca mejorar los edificios y se preocupa del acondicionamiento del bosque.
Su hijo, Enrique II, que permanece en el castillo por períodos generalmente más largos, hace decorar la Porte-Chapelle, atravesando la muralla del pueblo para dar acceso al patio de la capilla del castillo.
Carlos IX se ubica en el origen de la creación de un "jardín del Rey" de alrededor de seis hectáreas, que constituye el comienzo del futuro parque. Los problemas de las guerras de religión propician poco las largas estadías reales en Compiègne. Enrique III debe renunciar a llevar a cabo los estados generales de 1576 en Compiègne, pero es en la iglesia de la abadía de Saint-Corneille que su cuerpo es transportado para ser inhumado ahí después de su asesinato en 1589, siendo entonces Compiègne el único pueblo real todavía "del rey".

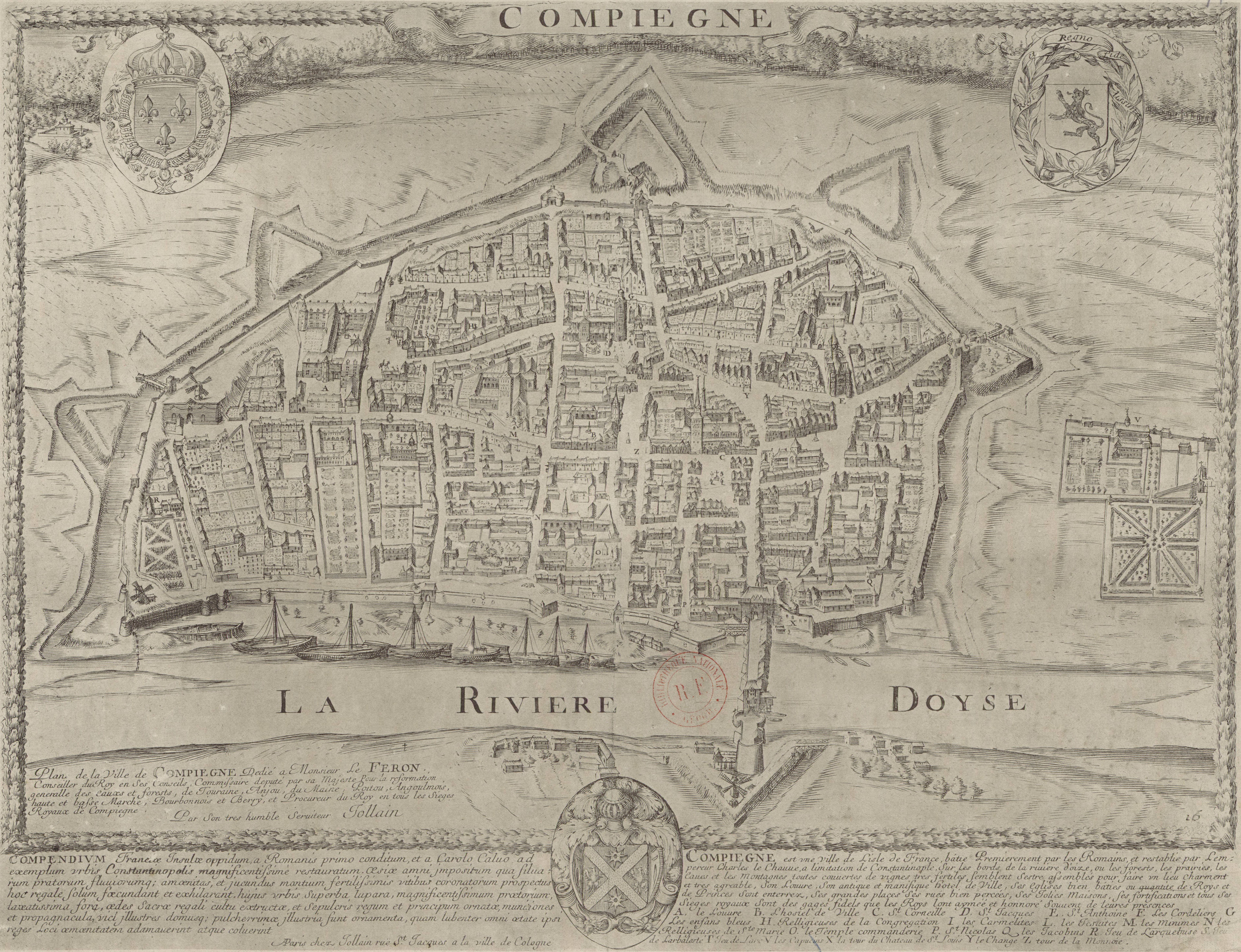
Plano de Compiègne en el El palacio señalado con la A.

El castillo de Compiègne, desocupado y mal mantenido durante las guerras de religión, se vuelve inhabitable. Cuando Enrique IV viene a Compiègne, prefiere hospedarse en el pueblo, mientras que el castillo es utilizado para albergar el taller de monedas (alrededor de 1594). A pesar de todo, los trabajos de reparación comienzan a partir de 1598.
Cuando Luis XIII llega por primera vez a Compiègne, en 1619, encuentra el entorno tan agradable que vuelve tres veces durante ese año. En 1624, se instala desde abril hasta julio y recibe en el palacio una embajada del rey de Escocia e Inglaterra Jacobo I, así como a los delegados de los Países Bajos. Durante su última estancia, en 1635, Luis XIII ordena la refacción total de los departamentos del Rey y de la Reina, trabajo realizado durante la regencia de Ana de Austria.

Almanaque real de 1698. Se observa a Luis XIV con Compiègne como fondo.

Durante el reinado de Luis XIV, lo exiguo del castillo llevó a construir un conglomerado de edificios para las grandes y pequeñas cancillerías, de caballerizas para el rey y para Monsieur, su hermano, de casas para los ministros y sus oficinas, debido a que Compiègne es, junto con el palacio de Versalles y el Castillo de Fontainebleau la única residencia real donde el rey reunía el Consejo. Sin embargo, Luis considera a Compiègne, antes que nada, como una residencia de reposo y distensión; ama cazar aquí y hace trazar el "Grand Octogone" (Gran Octógono), cincuenta y cuatro rutas nuevas y construir puentes de piedra sobre los arroyos.
En 1666 tiene lugar el primer "campamento de Compiègne", primero de una serie de dieciséis grandes maniobras militares, el último de los cuales tendrá lugar en 1847, destinados a la formación de las tropas y de sus jefes, a la educación de los príncipes y al divertimento de la Corte y del pueblo. El más importante de estos campamentos es el de 1698 donde, según Saint-Simon, "el orgullo del rey quiso asombrar a Europa mostrando su poder [...] y la asombra en efecto".
Después de 1698 Luis XIV no vuelve a Compiègne y el palacio permanece desocupado durante diez años.
De octubre de 1708 a marzo de 1715, alberga al Elector de Baviera Maximiliano II Manuel, exiliado del Emperador y a quien su aliado, Luis XIV, ofrece asilo y protección en Compiègne.

### La reconstrucción del castillo en elsigloXVIII
Luis XV llega por primera vez a Compiègne el 4 de junio de 1728. El joven rey eligió residir en el castillo mientras se desarrollaba en Soissons el congreso que discutía el fin de la guerra anglo-española. Tomando un gran placer de la caza en el bosque, Luis pasará aquí de uno a dos meses cada verano.

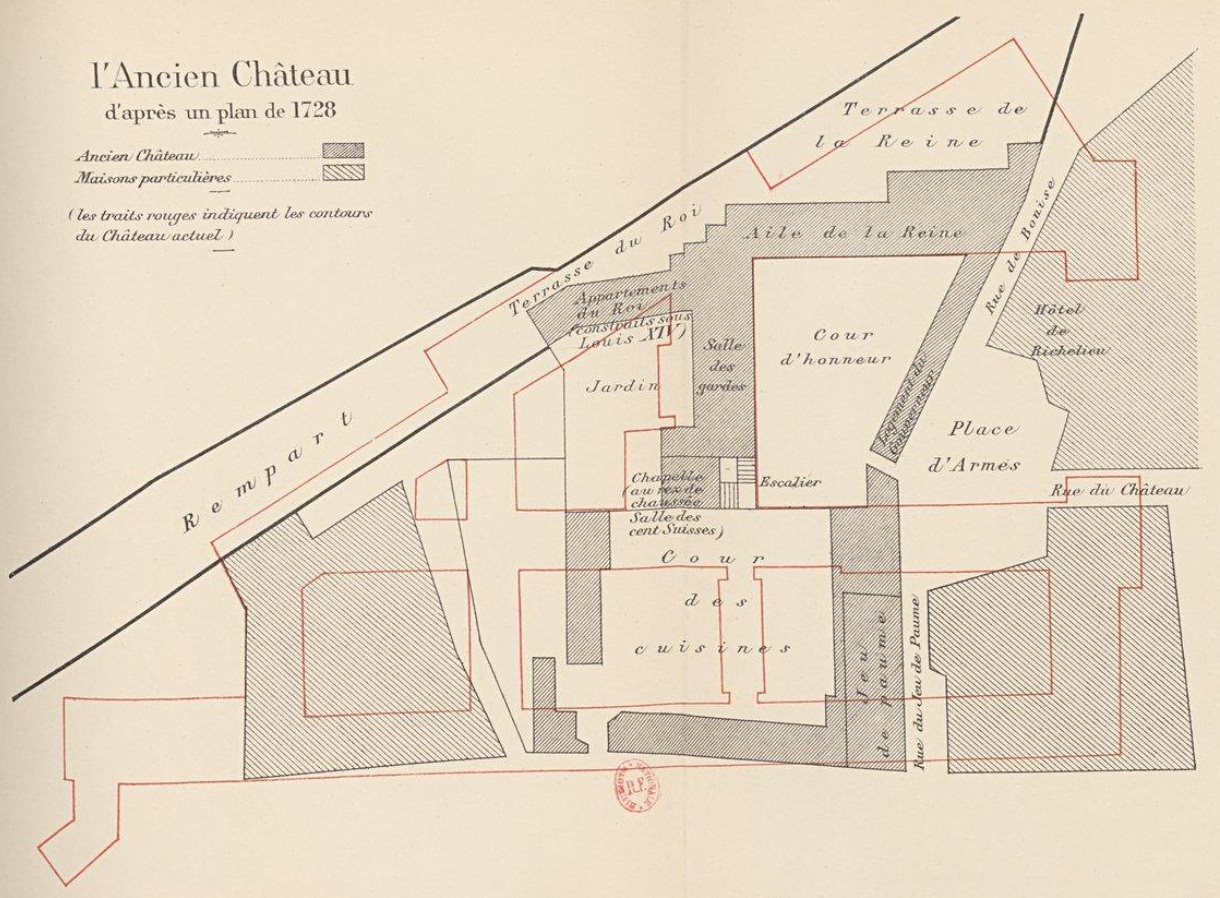
Plano de reformas del palacio de 1728

La incomodidad del castillo (grupo de edificios sin unidad, sin un plan de conjunto, mal vinculados entre ellos y muy pequeños), se vuelve manifiesta. Después de una campaña de arreglos interiores (1733), los trabajos de ampliación son realizados bajo la dirección de Jacques V Gabriel entre 1736 y 1740.
El castillo se convierte rápidamente en la residencia prefierida de Luis XV, quien considera por un tiempo hacerla su residencia permanente.
Entre 1740 y 1751, varios proyectos de reconstrucción total son presentados. Todos son eclipsados por aquel que Ange-Jacques Gabriel presenta en 1751: inmediatamente aprobado, es enseguida puesto en ejecución. A pesar de los trabajos, Luis XV continua viniendo seguido a Compiègne, donde ama cazar. Es aquí que elige organizar, el 14 de mayo de 1770, una recepción en honor de la archiduquesa María Antonieta de Austria, quien se casaría con el delfín, el futuro Luis XVI, y quien es recibida en el bosque de Compiègne algunas horas antes.

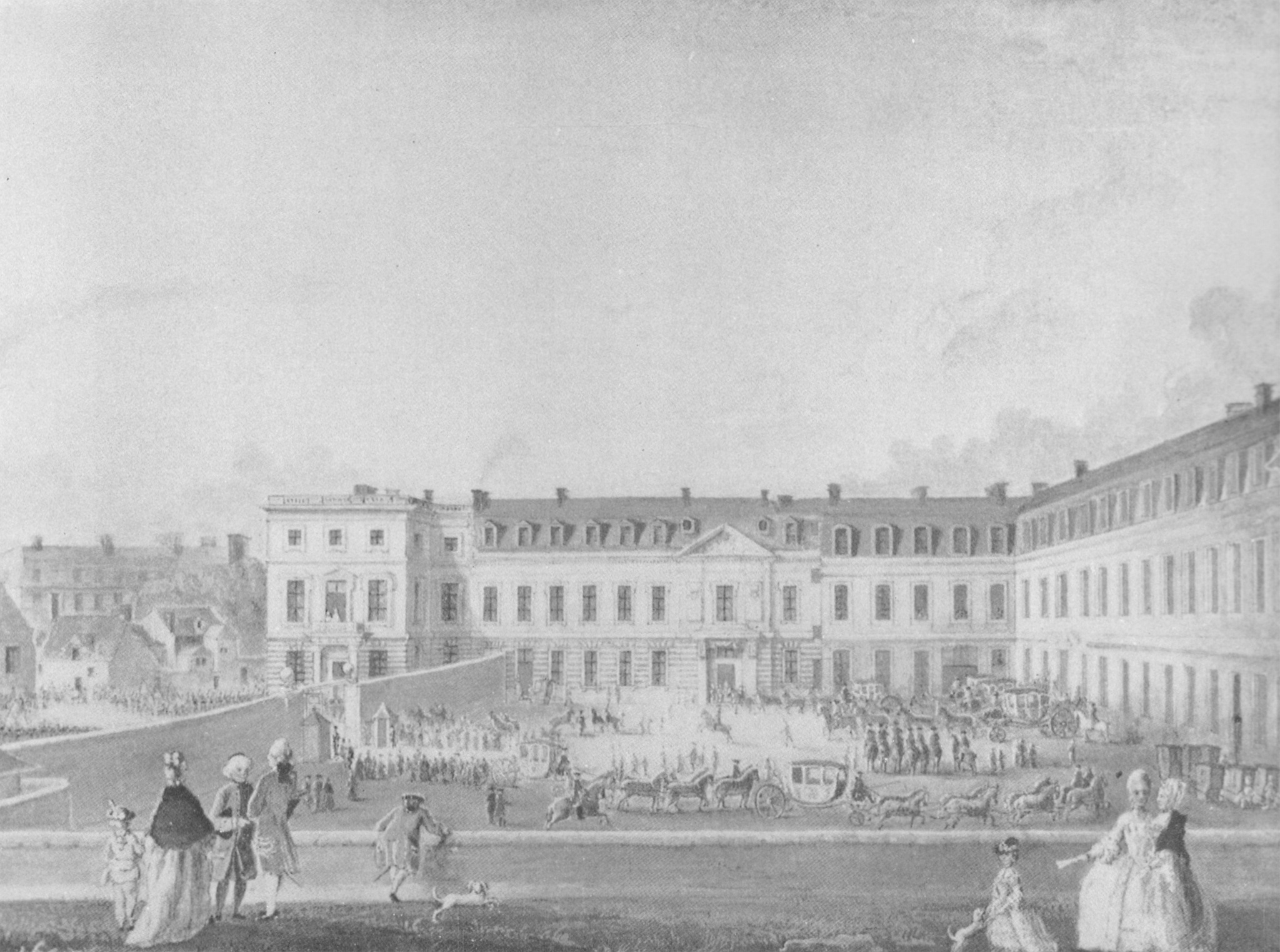
Compiègne en 1770 según H. D. van Blarenberghe

La muerte de Luis XV no interrumpe los trabajos, los cuales son continuados a partir de 1776 bajo la dirección de Louis Le Dreux de La Châtre, alumno de Ange-Jacques Gabriel antes de convertirse en su colaborador; completa la reconstrucción del castillo respetando escrupulosamente los planes de su maestro. El conjunto - obra principal y decoración – es terminado en 1788.
Luis XVI viene muy poco a Compiègne; pasa unos días por primera vez en 1774, poco después de su ascenso al trono y, conforme a la tradición, se detiene en el palacio en 1775 durante tres días previo a su coronación en Reims y tres días después de la misma. Después de esto, no pasa más que por breves temporadas de caza. La aceleración de los trabajos, seguida de las decisiones tomadas por el rey y la reina en 1782, dejan como resultado que el palacio fuera difícil de habitar. La pareja real nunca verá los trabajos finalizados.
La asamblea de Notables de 1787 juzga los gastos efectuados en Compiègne excesivos. Durante la Revolución, el mobiliario es vendido, al igual que en los otras residencias reales (mayo-septiembre 1795). Sin embargo, se inicia, al mismo tiempo, un debate acerca de la conservación de este patrimonio.
En 1799, una primera sección del Pritaneo militar es instalado en el palacio; junto con algunos otros elementos forma la Escuela Nacional de Artes y Oficios, que ocupa el edificio hasta 1806.

### Después de la Revolución
La clausura del período revolucionario vuelve a dejar los objetos históricos y culturales que había sido considerados como patrimonio del pueblo francés librado a las decisiones particulares de las dinastías reinantes. El palacio de Compiègne va a pasar por las mismas vicisitudes de la nación francesa.

#### Napoleón I

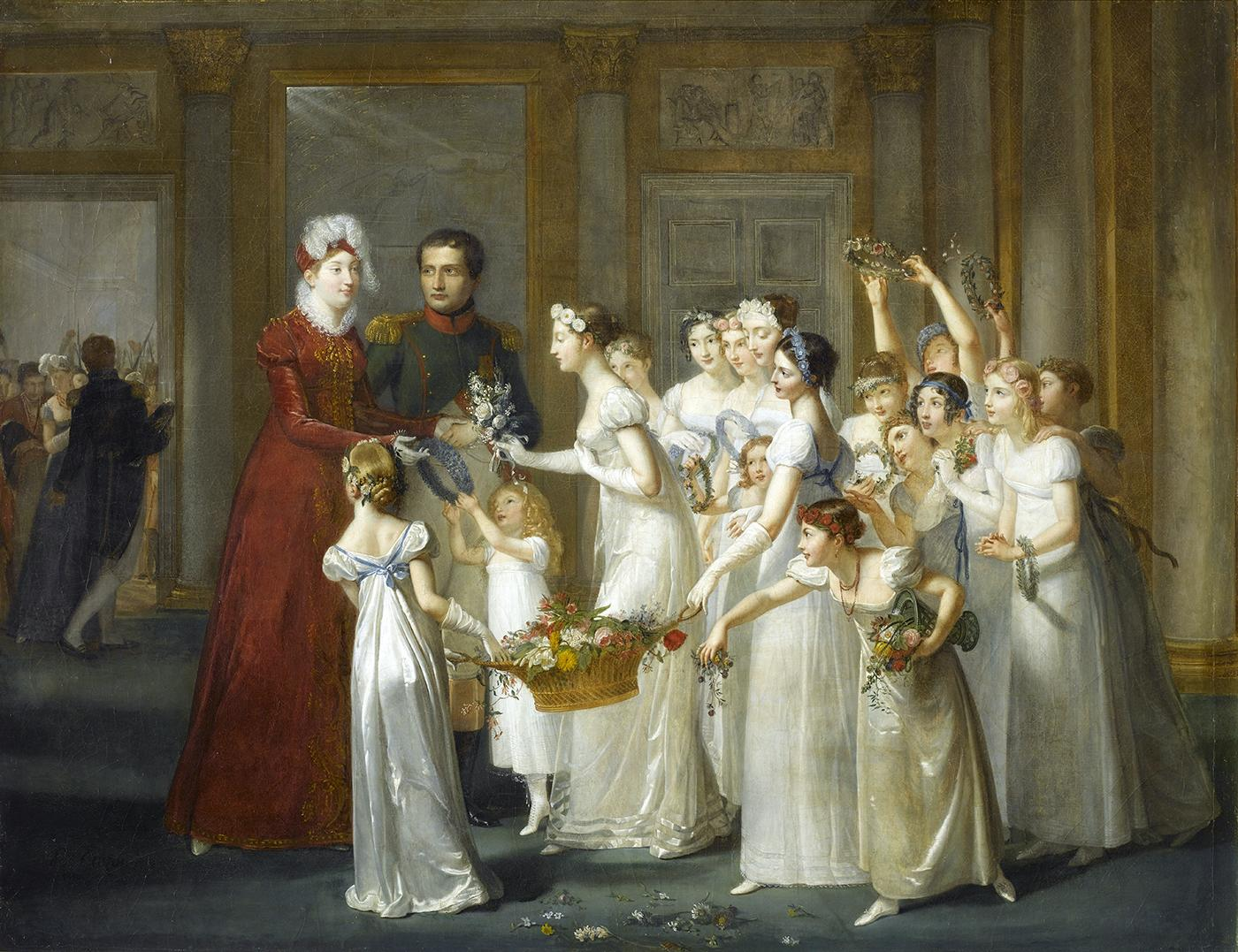
María Luisa es recibida en Compiègne por un grupo de jovencitas en una de las galerías del palacio. (Pintura de Pauline Auzou)

Con fecha del 12 de abril de 1807 y por un decreto firmado en Finckenstein, Napoleón ordena los arreglos necesarios del castillo. El arquitecto Louis-Martin Berthault queda a cargo de la dirección de los trabajos, que consisten en sacar el agua de los cimientos y en considerables trabajos de reordenamiento interior y de decoración. Una gran galería (Galería de Baile) es especialmente creada en un ala del patio de las Cocinas a partir de 1809.
El jardín es replantado en su totalidad y una conexión con el bosque es creada, siendo la muralla reemplazada por una reja.
En la antigua ala de la Reina, Berthault comienza por acondicionar rápidamente un departamento destinado al alojamiento de un rey extranjero, que no tarda en ser recibido por él mismo. Carlos IV de España, llega a Compiègne el 18 de junio de 1808, después de haber sido obligado a abdicar. Carlos permanece como prisionero en este lugar hasta septiembre cuando es transferido a Marsella.
Napoleón hospeda en Compiègne a la archiduquesa María Luisa de Austria, futura emperatriz, el 27 de marzo de 1810 para su primer encuentro. La Corte vuelve a Compiègne después del casamiento, celebrado en París. Ella regresa aquí el verano siguiente, siendo la pareja imperial acompañada en esa ocasión por el rey de Roma. En 1813, el castillo alberga provisoriamente a los reyes de Westfalia Jerónimo Bonaparte y Catalina.

#### La Restauración
El 1 de abril de 1814, el palacio es valientemente defendido por el mayor Otenin. Poco después, Luis XVIII, sobre el camino de París, elige detenerse durante unos días para analizar la situación antes de hacer su entrada en la capital (29 de abril - 2 de mayo de 1814).
En los años siguientes los príncipes y las princesas de la familia real vienen frecuentemente a Compiègne, pero siempre por breves estadías de uno o dos días, algunas veces incluso una noche o algunas horas, en ocasión de una caza, con una muy pequeña comitiva.
Carlos X tiene su primer permanencia en Compiègne, como rey de Francia, del 8 al 10 de noviembre de 1824, acompañado de una comitiva numerosa. Del 24 al 27 de mayo de 1825, se detiene aquí en camino a Reims y, al regreso permanece en el castillo, de acuerdo a la usanza, del 1 al 13 de junio. Vuelve después con frecuencia por pequeñas estancias de caza, por última vez del 24 al 29 de 1830. El castillo, en esos años, está bajo el mayorazgo de Mathieu de Montmorency y Arnouph Deshayes de Cambronne.

#### La monarquía de julio

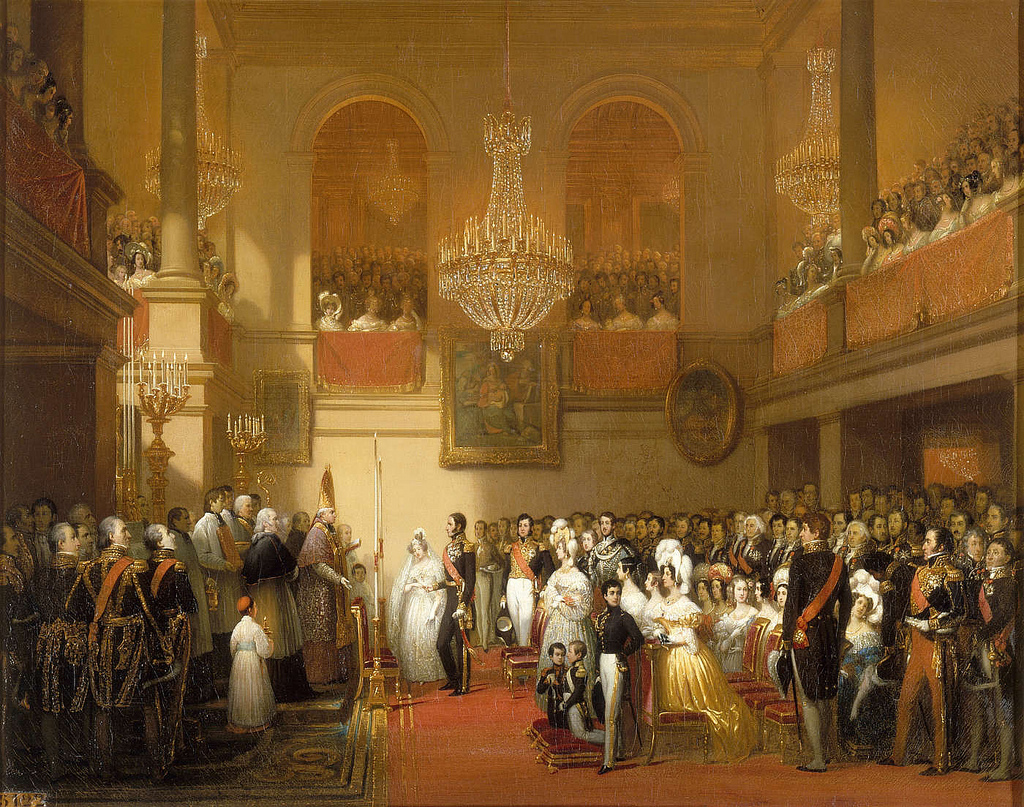
Casamiento de Leopoldo de Bélgica y María Luisa de Orleans en Compiègne. (Pintura de Joseph-Désiré Court)

Luis Felipe viene por primera vez a Compiègne en 1832 para preparar el casamiento de su hija mayor Luisa con el rey de Bélgica Leopoldo I, que es celebrada en el castillo el 9 de agosto de 1832.

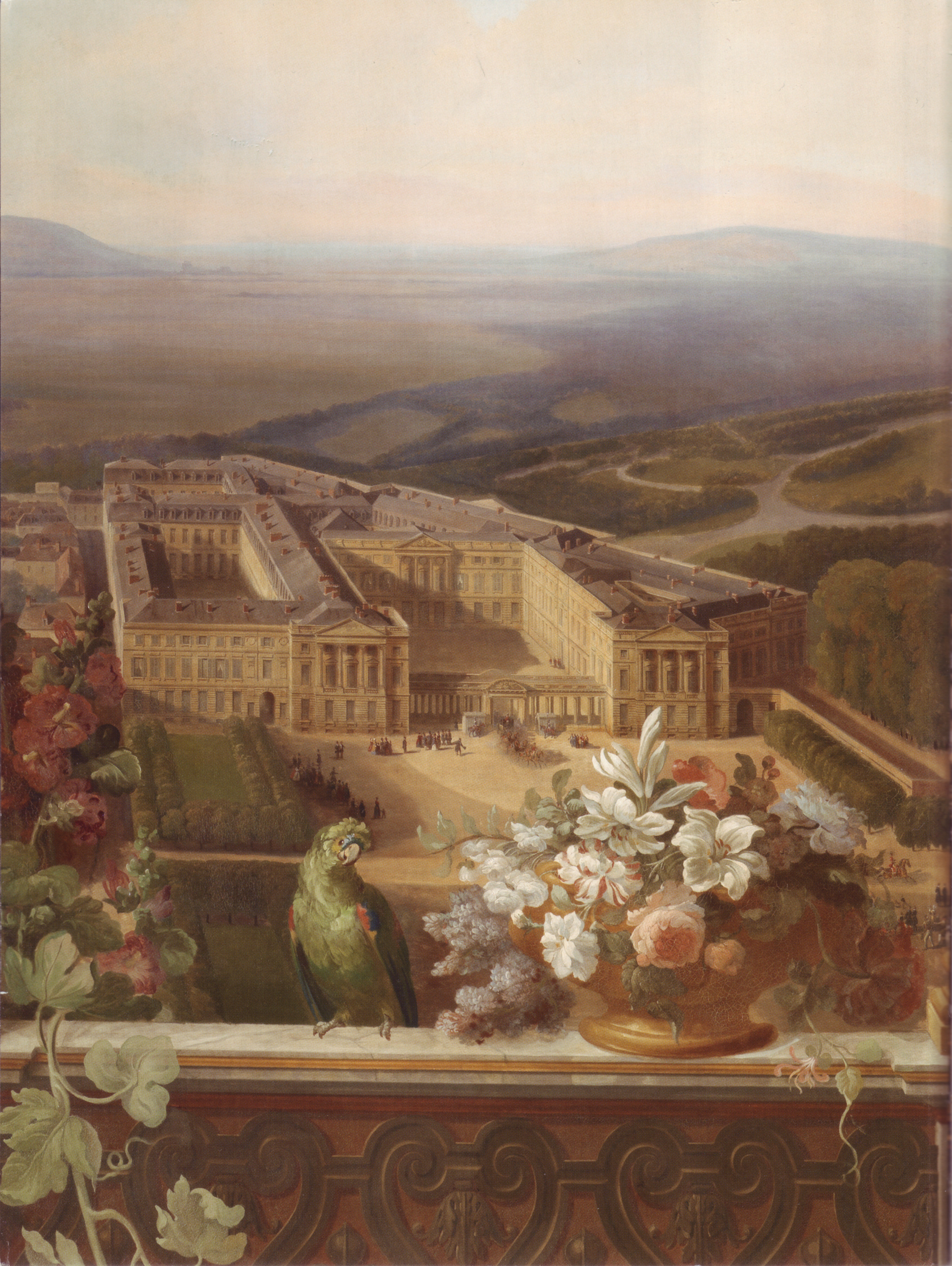
El palacio en 1842. (Pintura de Jean-Antoine-Siméon Fort)

Después de la Revolución de 1848, Compiègne se convierte en propiedad del estado. El Príncipe-Presidente, Luis Napoleón Bonaparte, visita el palacio en febrero de 1849 con motivo de la inauguración de la línea ferroviaria Compiègne-Noyon.

#### LasSeriesde Napoleón III

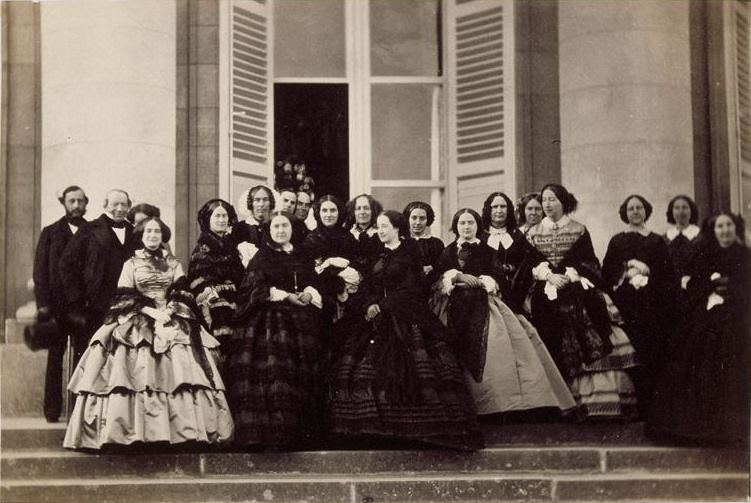
La emperatriz Eugenia con las damas de la tercera Serie de 1856 en la terraza del palacio. (Foto de Edouard Delessert)

Convertido emperador, vuelve al palacio para pasar una decena de días (desde el 18 al 28 de diciembre de 1852), con una corte de un centenar de personas. Durante el otoño de ese año, corteja con insistencia a Eugenia de Montijo. Maravillada durante un paseo en el parque por el efecto producido por las gotas del rocío sobre un trébol, al día siguiente le es obsequiado un broche de esmeraldas y diamantes en forma de "trébol de Compiègne". La Corte vuelve a Compiègne en 1853 y 1855, pero no es sino hasta 1856 que comienzan los "turnos de Compiègne"; es decir, una estancia de mes a mes y medio cada otoño, para las cacerías en el bosque, con la organización "por turnos" de un centenar de invitados en cada uno. Hubo generalmente cuatro turnos (o series). La etiqueta se mantenía al mínimo y los invitados gozaban de una gran independencia.
En 1870 y 1871, el palacio es ocupado por los prusianos.

#### ElsigloXXy el presente
Compiègne alberga en 1901 al zar Nicolás II de Rusia, último soberano que reside en Compiègne. En 1914, durante la Primera Guerra Mundial, los británicos se instalan aquí; después, el estado mayor alemán. El palacio es transformado en hospital en 1915 antes de servir al Gran Cuartel General de marzo de 1917 a abril de 1918.
Después de la guerra, el servicio de las Regiones liberadas se instala en el castillo y ocasiona deterioros importantes: en 1919, un incendio devasta la Cámara del Emperador y el Gabinete del Consejo. En 1939, con la Segunda Guerra Mundial, el palacio es privado de su mobiliario, que regresará a su lugar en 1945.
El 23 de septiembre de 2006, el palacio albergó la cumbre Francia-Alemania-Rusia reuniendo a Jacques Chirac, Vladímir Putin y Angela Merkel, remitiendo a aquel otro entre el presidente de la República francesa, Félix Faure, y el zar Nicolás II que había tenido lugar en Compiègne más de un siglo antes.

## Arquitectura y decorados: generalidades

### Arquitectura del castillo delsigloXVIII
Con este castillo, construido entre 1751 y 1788, Ange-Jacques Gabriel y Louis Le Dreux de La Châtre realizaron uno de los monumentos más sobrios del estilo Luis XV, inspirándose en el Grand dessein (el Gran Diseño), el proyecto que el mismo Gabriel había pensado originariamente para renovar las fachadas Palacio de Versalles. La construcción fue, sin embargo, casi enteramente ejecutada durante el reinado de Luis XVI.
El terreno era incómodo, a la vez, por la irregularidad de su perímetro - resultante del trazado de las antiguas murallas de la ciudad -, y por su desnivel - el parque estaba más alto que la calle -. Gabriel supo compensar de manera magistral estas dos irregularidades:
- el palacio comprende un plano triangular irregular: el cateto menor es la fachada principal sobre la Place d'Armes (Plaza de armas) por donde se entra a la Cour d'honneur (Patio de Honor); el cateto mayor, la fachada sobre la calle de Ulm y la hipotenusa, la fachada sobre el parque, posicionada en diagonal con respecto al eje de la Cour d'honneur. Como es característico en la arquitectura del siglo del XVIII, esta irregularidad se vuelve imperceptible, en el interior, por el juego de una rótula, prevista por Gabriel. Los puntos de vista están estudiados con cuidado para borrar la sensación de irregularidad del edificio.
- para esconder el desnivel, el arquitecto dotó a la fachada del parque de dos pisos (una planta baja y un primer piso), además, vista desde el parque, la larga fachada queda realzada gracias al muro que delimita las terrazas.[nota 16] Todas las otras fachadas del edificio tienen tres niveles (planta baja, primer piso, ático),[nota 17] correspondiéndose la planta baja de la fachada que da sobre el jardín (hipotenusa) con el primer piso del resto del edificio y su primer piso con el ático. Pero el cambio de nivel es totalmente imperceptible dado que no se ve jamás en simultáneo la fachada de dos niveles con aquellas de tres, salvo en el ángulo de la Place d'Armes, donde la diferencia es corregida por el muro que contiene la terraza.

En el interior, la distribución es clara y la mayor parte de los grandes pasillos son duplicados por circulaciones de servicio. En cada intersección de los dos cuerpos de edificios, una escalera comunica la unión de los pisos. La principal innovación introducida por Le Dreux en relación con los planos de su maestro fue la construcción de una escalera recta "a la imperial" en substitución de otra curva inicialmente proyectada del lado de la Reina (derecho) de la Cour d'honneur.
Para la capilla, que fue realizada durante la Monarquía de Julio, Gabriel había imaginado una planta en cruz griega mientras que Le Dreux presentó un proyecto de planta cuadrilobulada, finalmente la capilla realizada fue de planta rectangular.
Los grands appartements (aposentos principales) ocupan el nivel que corresponde en la planta baja de la fachada sobre el jardín y del primer piso en el resto del palacio. La decoración arquitectónica de las fachadas es sobria y precisa y no busca más que dar ritmo, sin ornamentaciones inútiles.

### Decoraciones interiores

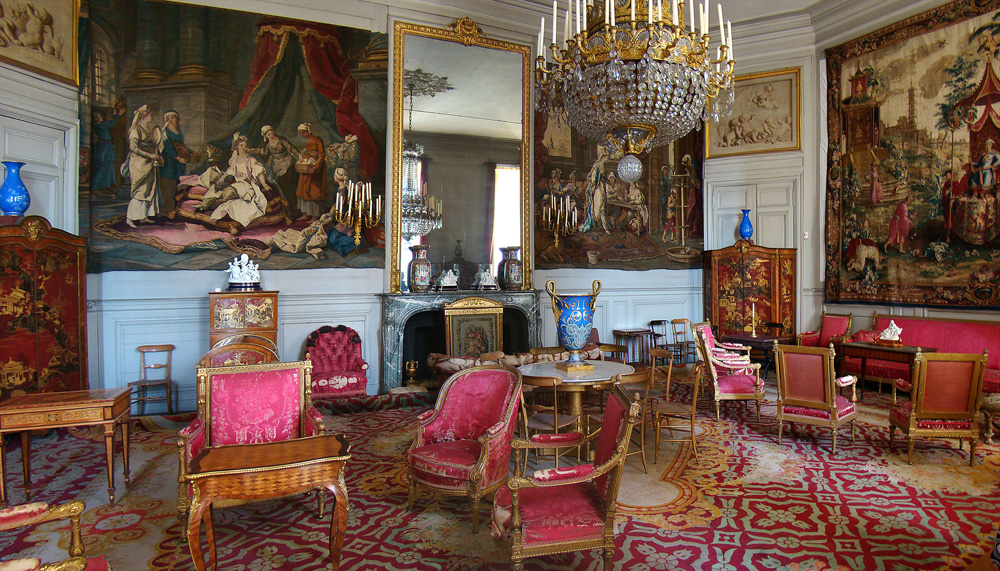
El salón de música

Durante el reinado de Luis XV, toda la decoración interior de los aposentos del Rey estaba consagrada a la caza: retratos de perros por Alexandre-François Desportes y Jean-Baptiste Oudry sobre los dinteles de las puertas, grandes representaciones del bosque de Compiègne de Pierre-Denis Martin el Joven (1663-1742) y tapices de "Les Chasses du Roi" (Las Cacerías del Rey), tejidos en la Manufactura de Gobelinos especialmente para Compiègne a partir de los diseños de Oudry. Las boiseries eran blancas, sin resaltados en dorado ni de ningún otro color.
Esta decoración, de la que ciertos elementos fueron instalados ya en las reformas de 1733, se mantuvo hasta 1781; de ella no quedan más que algunas boiseries de Jacques Verberckt reutilizadas en algunos lugares secundarios.
La decoración fue completamente rehecha entre 1782 y 1786, continuaba inscribiéndose en la tradición de un palacio "en blanco", en una política de simplicidad y de frescura adaptada a una residencia veraniega y de caza. Los tejidos estaban, por el contrario, especialmente cuidados; esta decoración ha subsistido en gran parte, particularmente en el aposento preparado para María Antonieta.
Los interiores fueron profundamente remodelados durante el Primer Imperio: Compiègne presenta, actualmente, la mejor decoración homogénea de este período, y nos transmite la imagen más fiel de lo que pudo ser una gran residencia imperial de los tiempos de Napoleón I.
Esta decoración es el resultado de los trabajos ejecutados a partir de 1808 por Louis-Martin Berthault, y continuados según sus planos hasta el comienzo de la Restauración. En oposición con el período precedente, el Imperio utilizó los colores primarios, jugando con un marcado contraste, y propuso una suntuosidad extrema de decorados uniendo boiseries, bronces, pinturas, pinturas sobre vidrio, tapizados, etc.
Por último, cabe destacar, los añadidos hechos bajo el Segundo Imperio, y que destacan, sobre todo, por el eclecticismo del mobiliario y la modernidad tecnológica, sin alterar, en su mayor parte, la decoración de época de Luis XVI y Napoleón I.

## Aposentos históricos

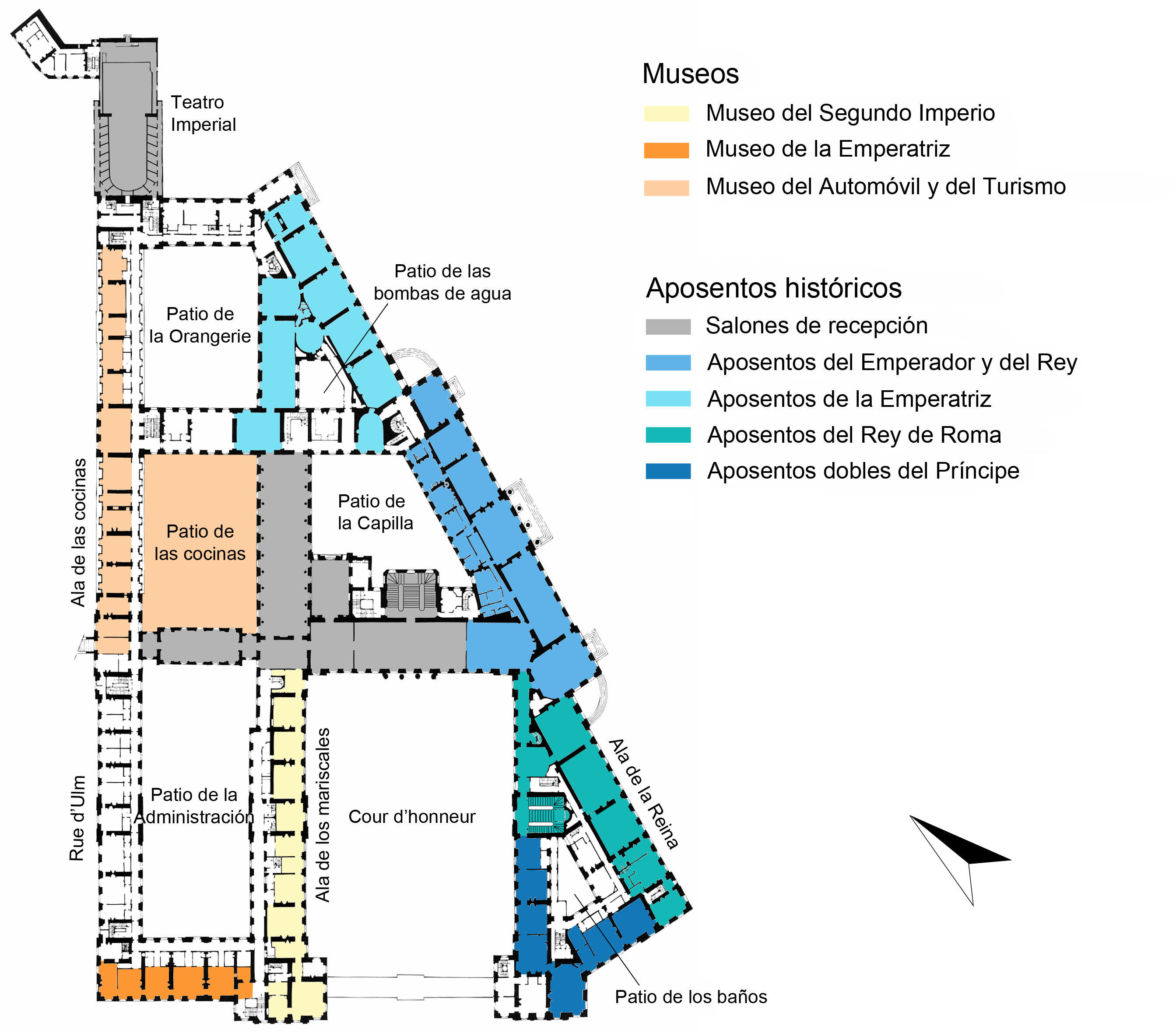
Planta del Palacio de Compiègne.

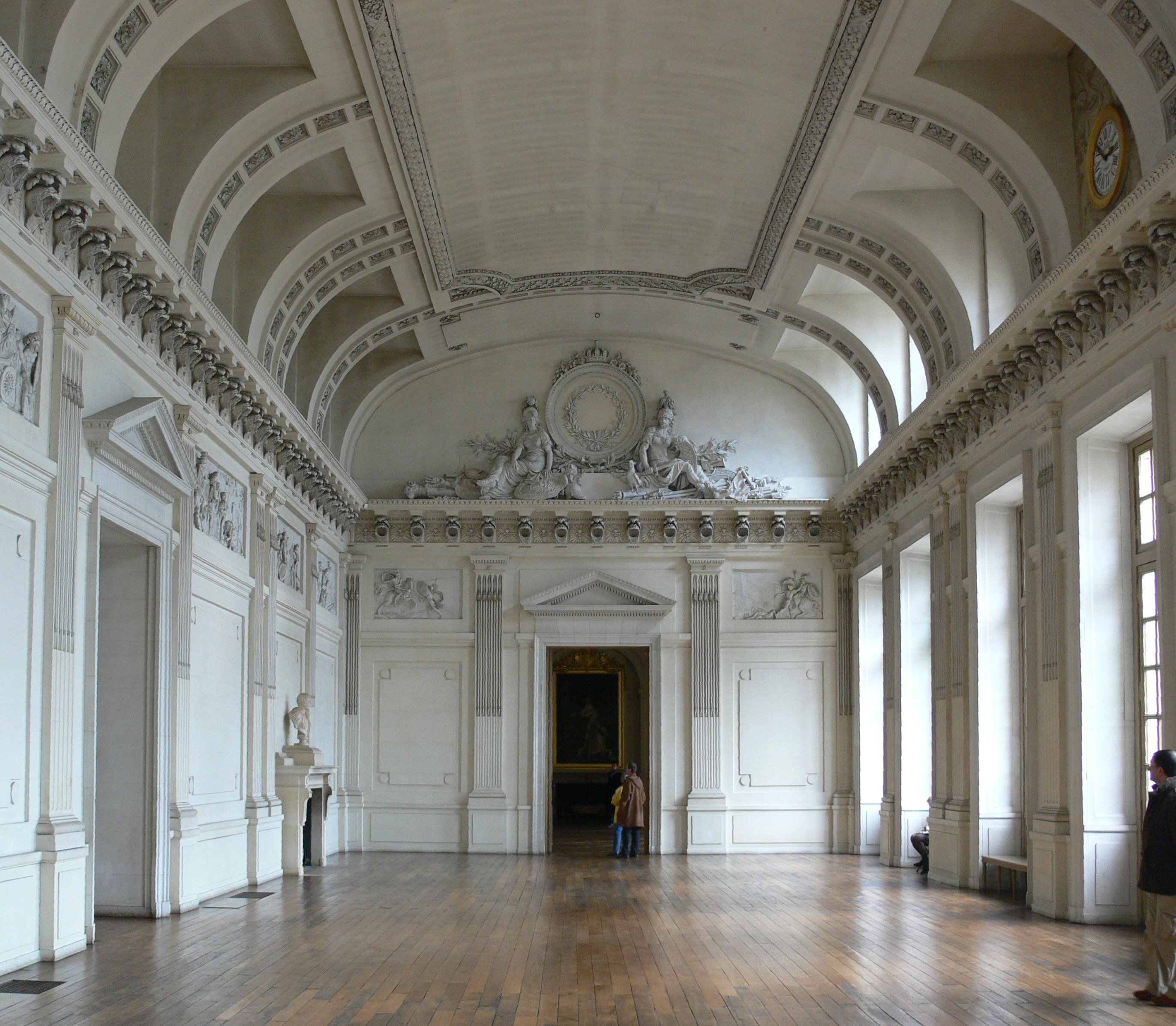
Sala de los Guardias.

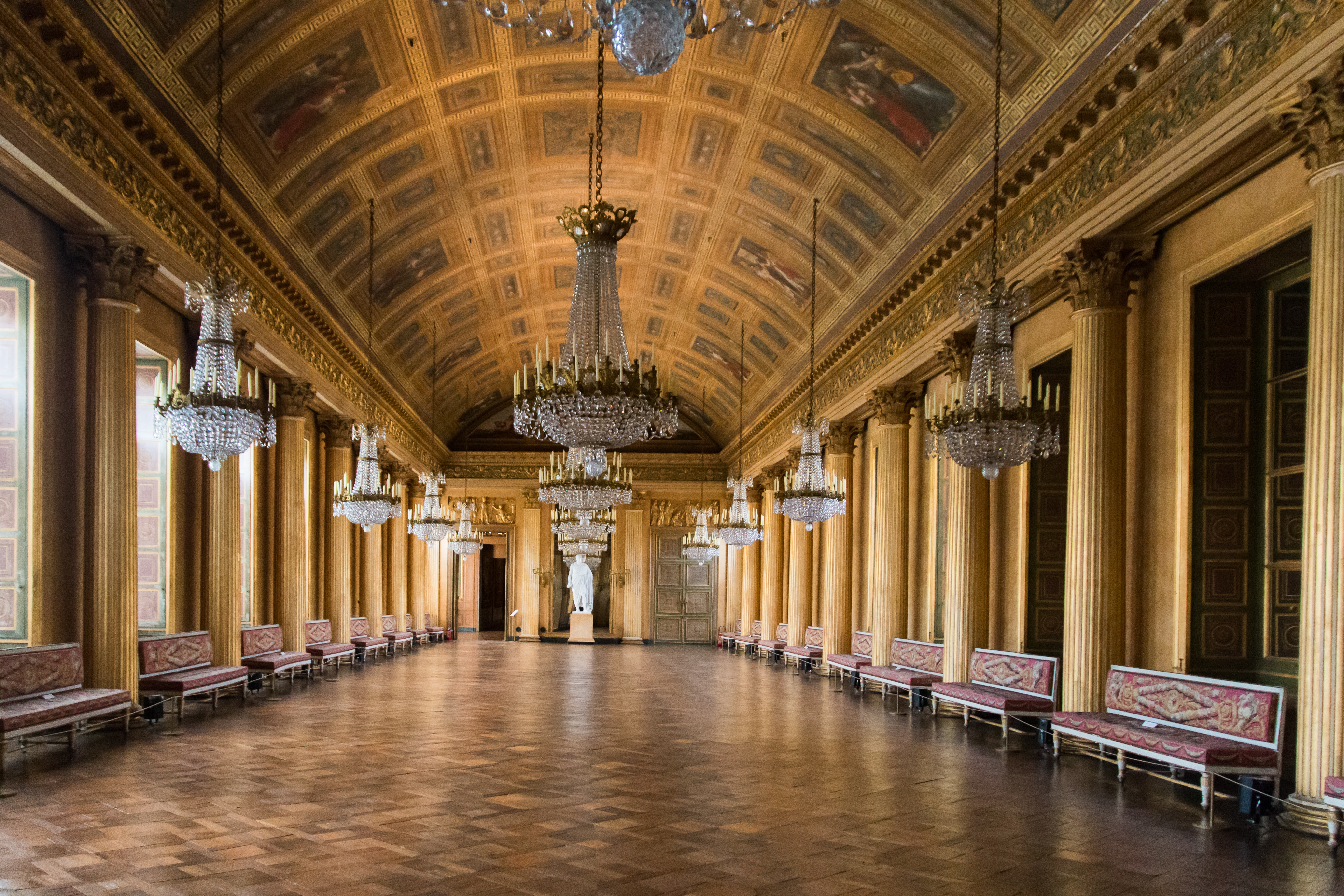
Sala de baile.

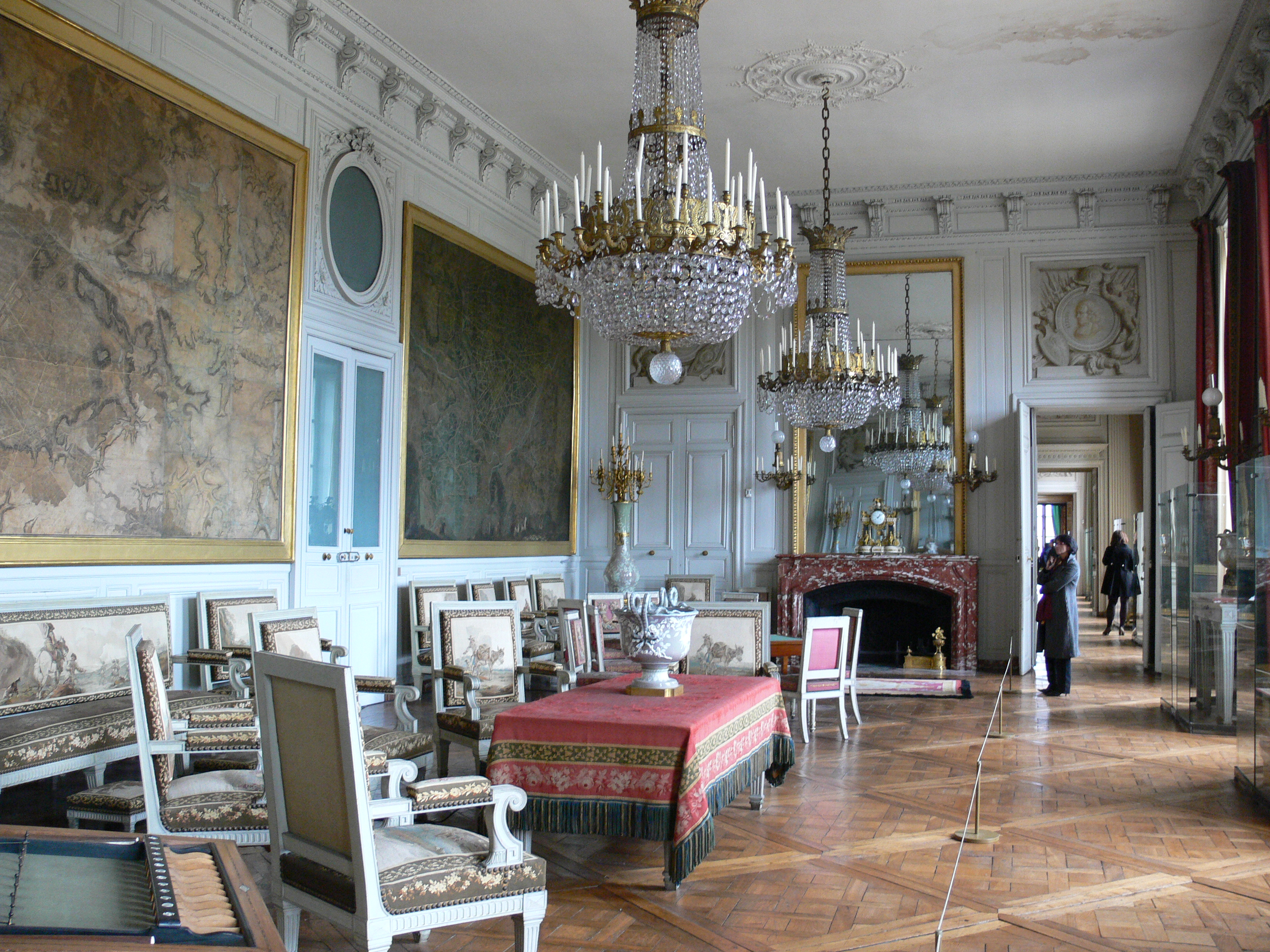
Salón de las cartas.

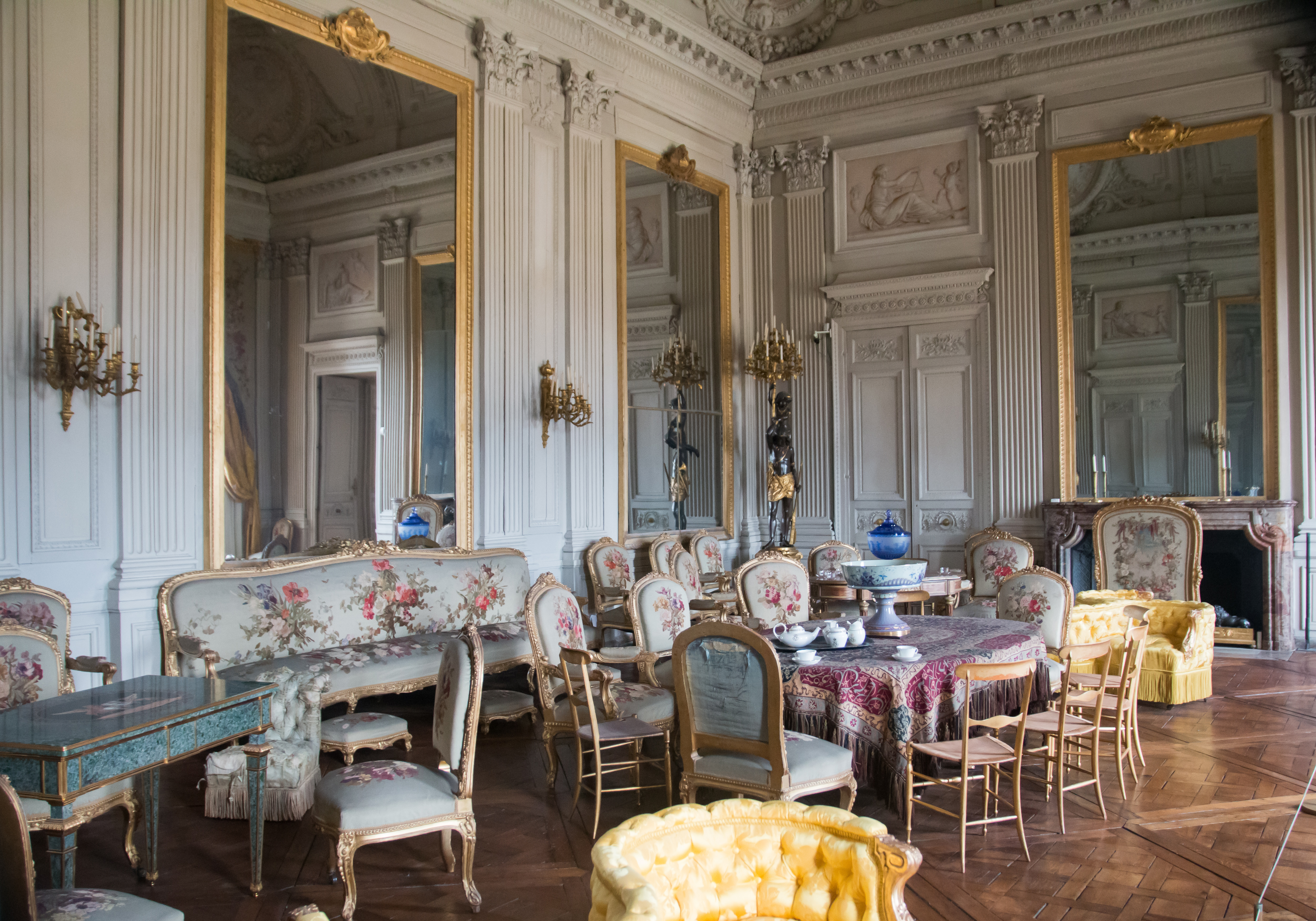
Salón de familia.

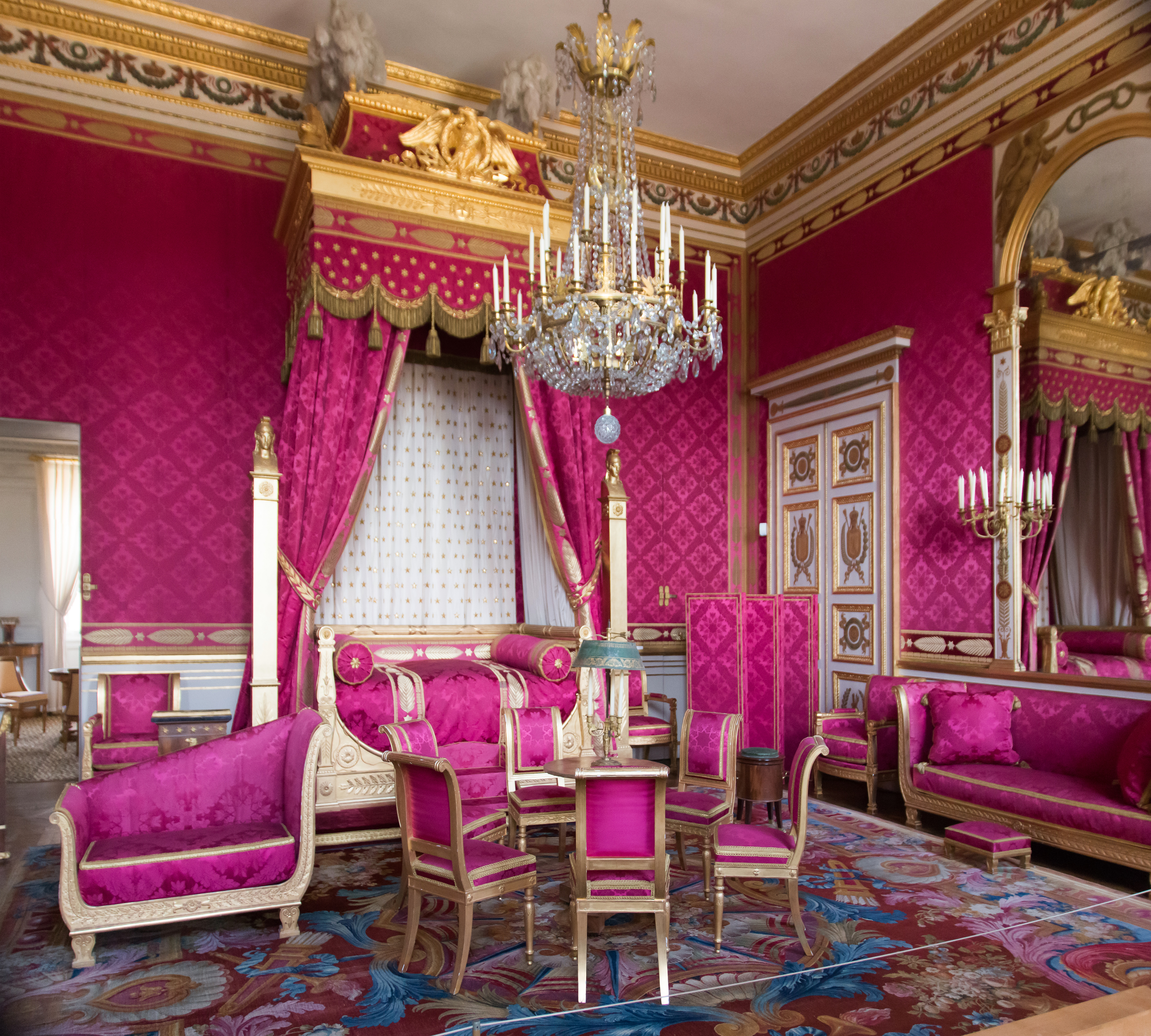
Dormitorio del Emperador.

### Salones de recepción
- Galería de Columnas (planta baja): es el gran vestíbulo que se abre a la cour d'honneur, se trata de una de las estancias más grandes del palacio ya que mide 53x12 metros. Originariamente estaba sin amueblar, para mostrar la noble simplicidad de la arquitectura neoclásica, sin embargo, a partir del Primer Imperio se decoró con reproducciones de esculturas de la Antigüedad.
- Escalera de honor: la escalera de honor permite acceder a la Sala de los Guardias del Rey; su baranda de hierro forjado es del siglo XVIII, en el rellano se exhibe un sarcófago galo-romano que sirvió de pila bautismal en la abadía de Saint-Corneille.
- Sala de los Guardias del Rey: la monumental sala abovedada servía de acceso al appartement de Luis XVI, en ella permanecían día y noche los guardias de corps (Gardes de Corps). La temática de los bajorrelieves de la cornisa y la bóveda es eminentemente militar, relata la intervención francesa en la Guerra de Independencia Americana. Bajo el Segundo Imperio la sala estuvo decorada con la colección de armas y armaduras del Emperador.
- Anticapilla: presenta algunos de los tapices más antiguos del palacio, una serie mandada confeccionar bajo Luis XIV en los Gobelins que reproduce, a su vez, los tapices que Rafael diseño para la Capilla Sixtina.
- Capilla: esta modesta capilla de planta rectangular data del Primer Imperio; aquí tuvo lugar, el 9 de agosto de 1832, la boda entre Luisa María de Orleans (1812-1850), hija de Luis Felipe I de Francia, y Leopoldo I de Bélgica; los vitrales fueron realizados a partir de los diseños de María de Orleans (1813-1839).
- Sala de baile: esta gran sala fue construida a toda prisa en 1810 y estuvo lista a la llegada de la archiduquesa María Luisa de Habsburgo-Lorena, prometida de Napoleón I. Para su construcción fue necesario demoler dos pisos de pequeños aposentos, entre ellos los destinados al Conde de Artois. El cielorraso está ornamentado por pinturas que glorifican las victorias de Napoleón y los extremos de la sala están decorados con escenas mitológicas, obra de Girodet y pintadas bajo la Restauración.
- Galería Natoire: esta galería fue edificada durante el reinado de Napoleón III para comunicar con el nuevo Teatro Imperial, construido al otro lado de la Rue d'Ulm; su decoración evoca la historia de Don Quijote, y presenta tapicerías ejecutadas a partir de los proyectos del propio Natoire. Durante el Segundo Imperio sirvió como salón de conciertos o como comedor cuando las séries no eran muy numerosas.

### Aposentos del Emperador y del Rey

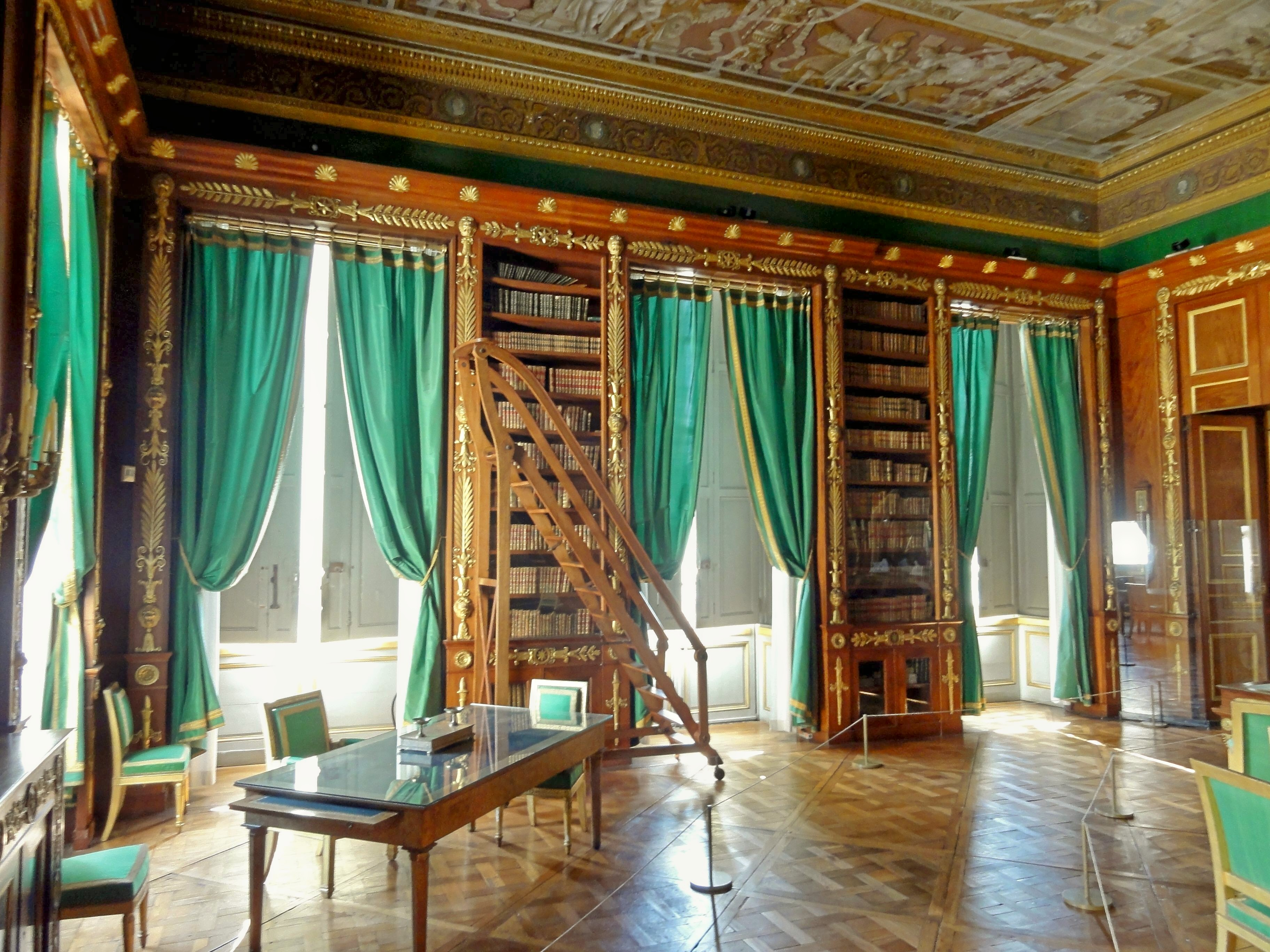
Biblioteca del Emperador.

En su origen estaban destinados a Luis XVI, que jamás llegó a habitarlos a causa del estallido de la Revolución Francesa. Por dicha razón, el primer soberano en utilizarlos fue el emperador Napoleón I, que ordenó una amplia redecoración a Louis-Martin Berthault a partir de 1807/1808. El último monarca en usarlos, y el que lo hizo más veces, fue Napoleón III. De estos tres reinados procede la mayoría de la decoración conservada.
- Salón de los ujieres: en su momento fue la "Antecámara del Rey y la Reina" y la exedra en uno de sus extremos fue la original solución de Le Dreux para ocultar que las dos alas (la de la cour d'honneur y la del jardín) no estaban alineadas. Las puertas de la derecha conducían a los aposentos de la Reina y las de la izquierda a los del Rey. En 1967, se instaló un retrato de Luis XVI pintado por Antoine Callet encima de la chimenea, en sustitución del espejo que había en el siglo XIX.
- Salón comedor del Emperador: originalmente, este salón servía de "salle du Grand Couvert", es decir, la pieza donde los soberanos comían en público. Los muros están realizados en falso mármol y falso ónix. Los dinteles de las puertas están coronados de trompe-l'oeils (trampantojos) en grisalla hechos por Sauvage que datan de la época de Luis XV y Luis XVI. Encima de la chimenea se encuentra otro trampantojo representando a Anacreonte, poeta griego acompañado de una joven mujer sirviéndole vino en una copa. Napoleón I mantuvo la función de comedor de la estancia. El mobiliario es de caoba; la mesa compuesta de largueros y de sillas que la rodean es de estilo Imperio y en ellos se repite el motivo de las liras; atributos de Apolo.[5] Bajo Napoleón III se instaló un escenario portátil y en la sala se dieron representaciones teatrales para divertir a la corte.
- Salón de las cartas: antiguamente la "Antecámara de los nobles del Rey", antes de ser utilizado como "Salón de los Grandes Oficiales" bajo Napoleón I, y finalmente como "Salón de los Ayudantes de Campo y salón de las Cartas" bajo Napoleón III (1808-1873). Durante el Segundo Imperio (1852-1870), el emperador residió en Compiègne entre los meses de octubre y noviembre. Cada otoño se organizaban las séries. Dichas recepciones, correspondían a lo que eran los salones del siglo XVIII; cada série duraba una semana y estaba dedicada a un tema particular (artes, literatura, música, etc.). Los grandes artistas de la época eran invitados al palacio y se los hospedaba en las confortables habitaciones del segundo piso para que se sintieran como en un hotel. También en la segunda planta, los invitados tenían acceso a un fumoir (salón de fumar) y a una biblioteca. Las actividades eran variadas: visita a las obras de reconstrucción del castillo de Pierrefonds, caza de montería en el bosque, paseos por el parque o el bosque, etc. Precisamente en este salón, los invitados eran presentados oficialmente al Emperador y a la Emperatriz, además servía de lugar de conversación y de juegos: billar japonés, cartas, etc.[5]
- Salón de familia: fue la antigua chambre de parade de Luis XVI; en la pared frente a las ventanas se situaba el dormitorio con la cama del Rey. Como en Versalles, la chambre de parade se encuentra en el centro mismo del palacio; de la ventana central se observa una gran alameda perfectamente alineada que parte de la terraza y llega hasta un mirador situado a 4 km de distancia. Esta alameda lleva el nombre de alameda de los Bellos Montes (des Beaux-Monts) y fue plantada durante el Primer Imperio para la emperatriz María Luisa. La importancia de la estancia queda además remarcada por las monumentales pilastras corintias y la bóveda que la cubre, es la única sala del aposento que ocupa dos alturas. El mobiliario del Segundo Imperio presenta un conjunto de diferentes estilos: sillones estilo Luis XV, sillas Chiavari y los típicos confidents e indiscrets del siglo XIX. El estilo Segundo Imperio representó un revival de los diversos estilos que lo habían precedido (neorrenacimiento, neobarroco, neorococó); la nostalgia historicista no estaba reñida, sin embargo, con la modernidad y la comodidad, también muy en boga durante el Segundo Imperio.[5]
- Gabinete del Consejo: es la única habitación que no cambió de función durante los sucesivos regímenes y monarcas que ocuparon el palacio. Bajo el Antiguo Régimen, el de Compiègne tenía el privilegio de ser uno de los tres palacios (junto con Versalles y Fontainebleau) en los que el Rey reunía el consejo. La sala sufrió graves daños durante un incendio en 1919, perdiéndose parte de la decoración original. En la subsiguiente restauración se decidió retrotraer su estado al siglo XVIII en lugar del que tuvo durante el siglo XIX. El muro central se encuentra adornado con un tapiz representando El paso del Rhin por Luis XIV; en las sobrepuertas, representaciones de los primeros reyes de Francia de la Casa de Borbón (1610-1830), a saber: Enrique IV (1589-1610), Luis XIII (1610-1643), Luis XIV (1643-1715) y Luis XV (1715-1774). A cada lado de las ventanas, los tapices representan las victorias militares de Francia durante su participación en la Guerra de Independencia de los Estados Unidos.[5]
- Dormitorio del Emperador: el antiguo "Gabinete-tocador" de Luis XVI se convirtió más tarde en el dormitorio de Napoleón I y Napoleón III; hoy, esta restaurado en su estado Primer Imperio. El color dominante es el carmesí; y el elemento más remarcable la monumental cama "en bateau" de estilo Imperio, flanqueada por dos pequeñas columnas rematadas por el busto de Atenea y cubierta de con un monumental dosel. Los símbolos y atributos del Imperio son aquí omnipresentes: el águila imperial sobre la cama; las abejas alrededor de las estrellas en los tejidos rojos del mobiliario y las hojas de roble y de olivares sobre las puertas. El mobiliario está compuesto por piezas típicas del estilo imperio como méridiennes (sillones) o somnos (mesitas de noche). La sala está igualmente marcada por las pérdidas provocadas por el incendio de 1919: la pintura del techo ejecutada por Girodet y acabada en 1822 ha desaparecido. Napoleón I no conoció jamás esta obra por lo que se decidió no restaurarla.[5]
- Biblioteca: el "Gabinete privado del Rey" fue acondicionado como Biblioteca del Emperador en el Primer Imperio. Conserva en especial un bureau mécanique (escritorio mecánico); llamado así ya que una corredera secreta permitía guardar planos y cartas sin necesidad de doblarlos. El techo está adornado con una pintura de Girodet: Minerva entre Apolo y Mercurio. Los libros actuales no datan de la época imperial ya que la biblioteca original de Napoleón III fue dispersada en 1889, sino que son una donación de la Bibliothèque Nationale hecha con motivo de la visita oficial del zar Nicolás II en 1901. Una puerta disimulada por falsos libros permite acceder a los Aposentos de la Emperatriz así como a la escalera privada que conduce al piso superior.[5]

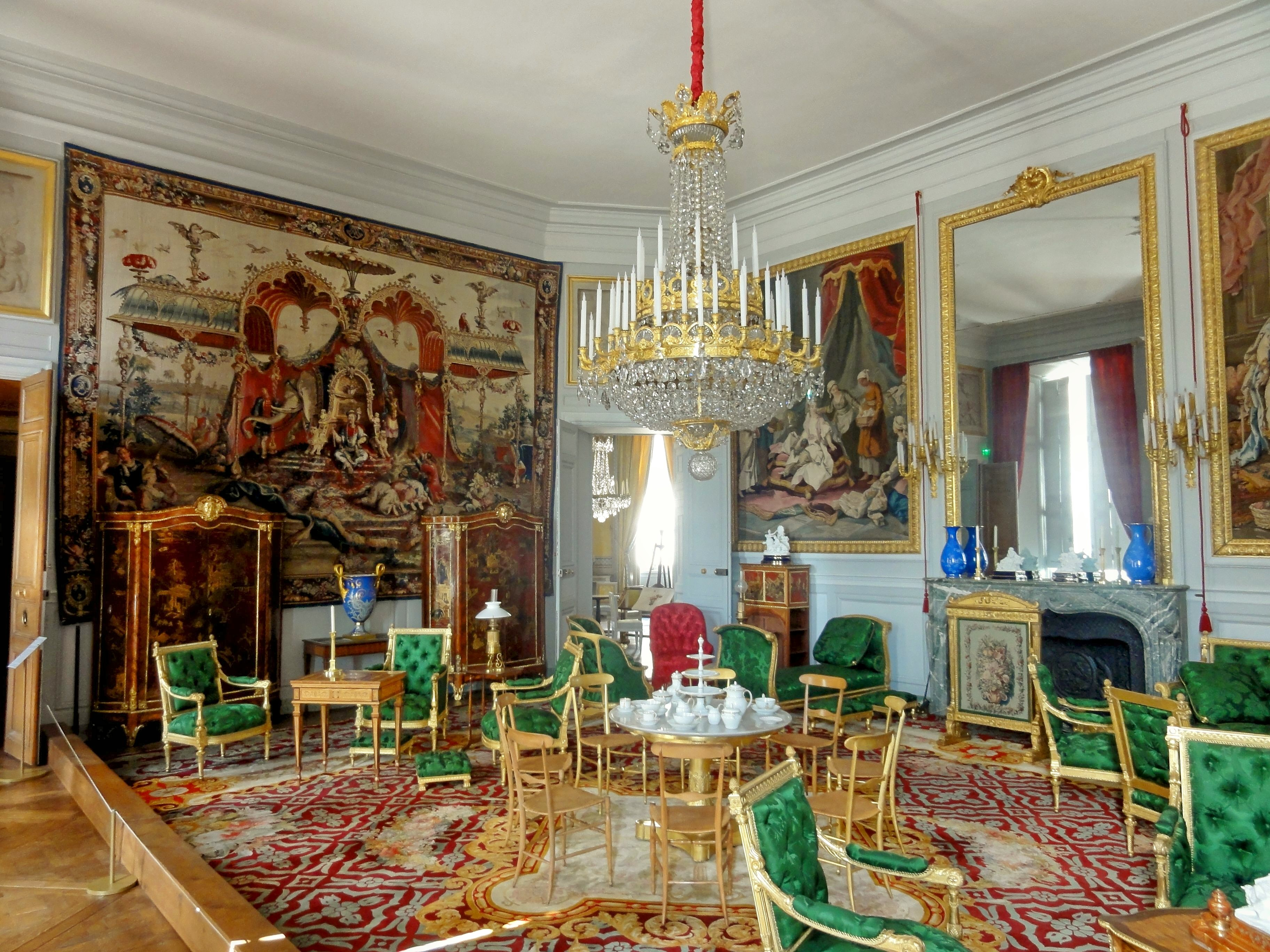
Salón de Té.

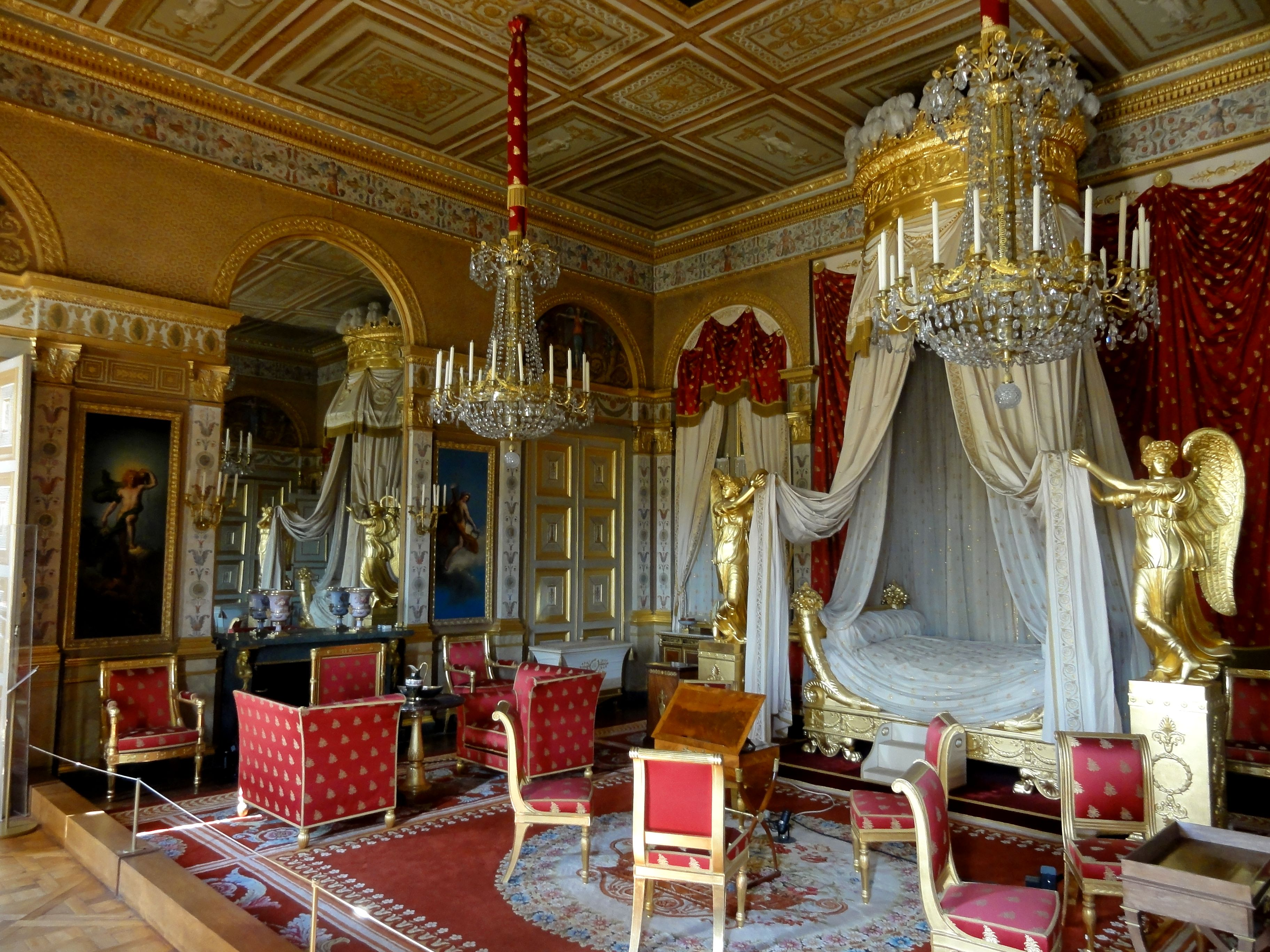
Dormitorio de la Emperatriz.

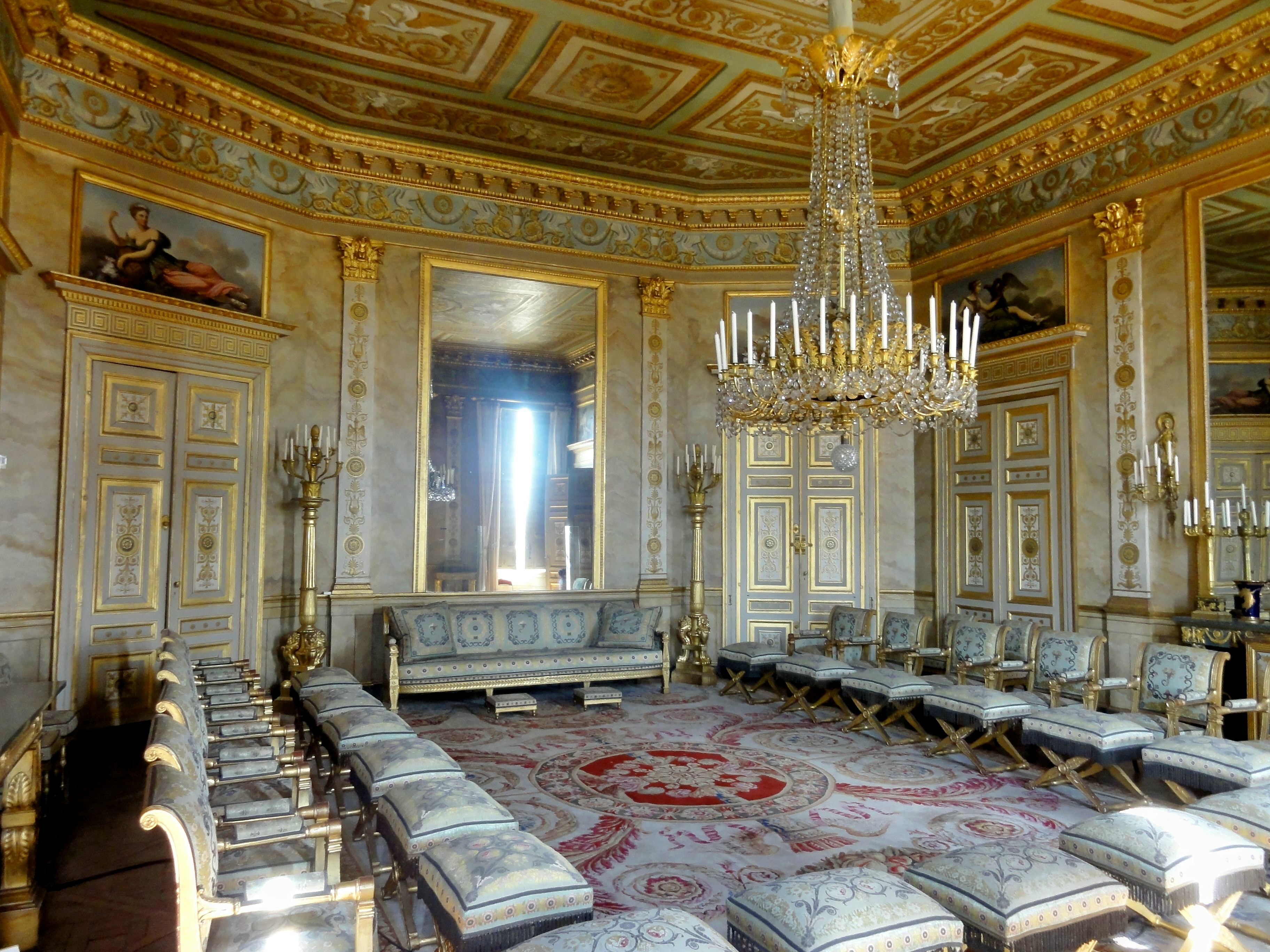
Tercer Salón o Salón de las Damas.

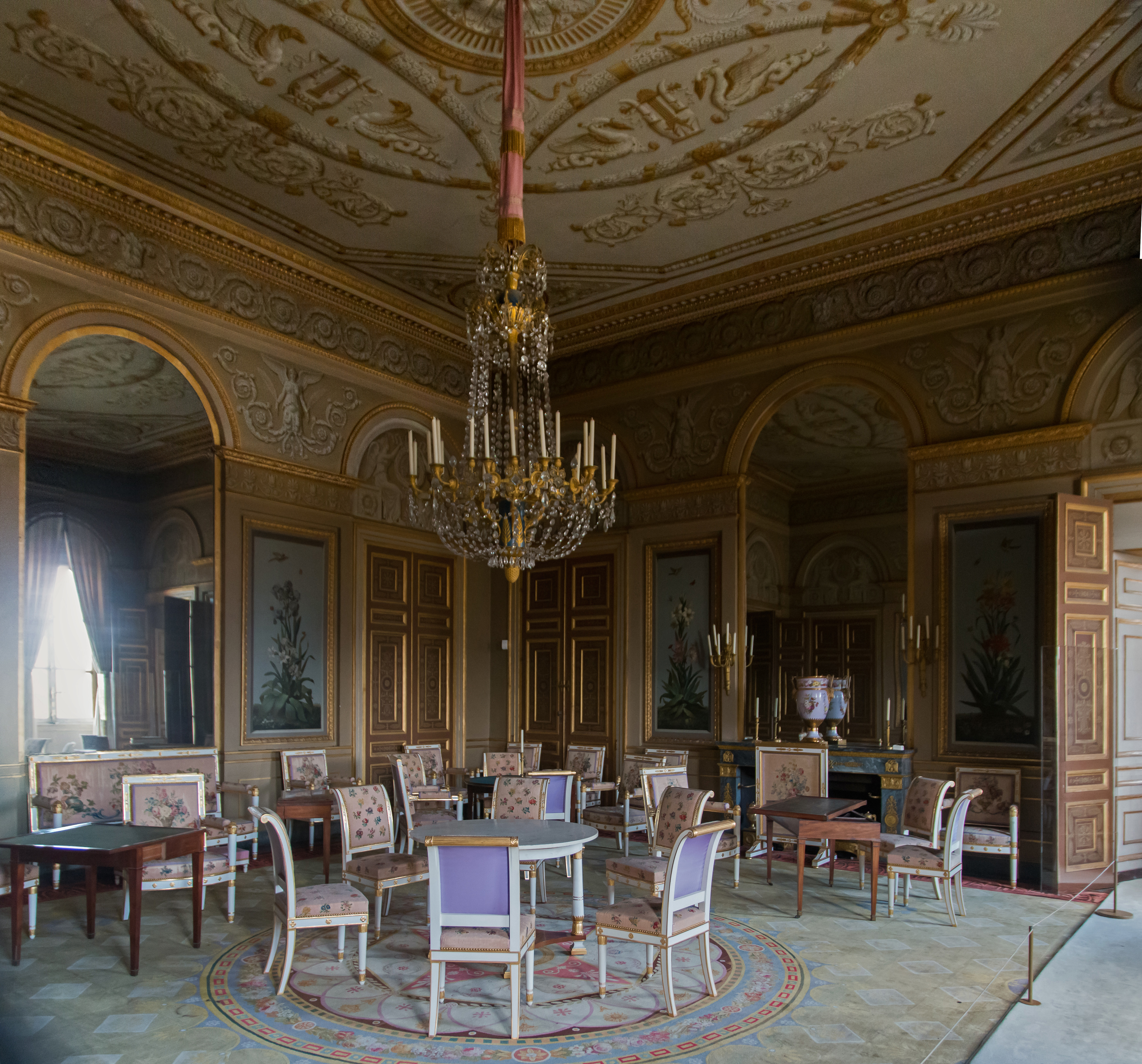
Segundo Salón o Salón de las Flores.

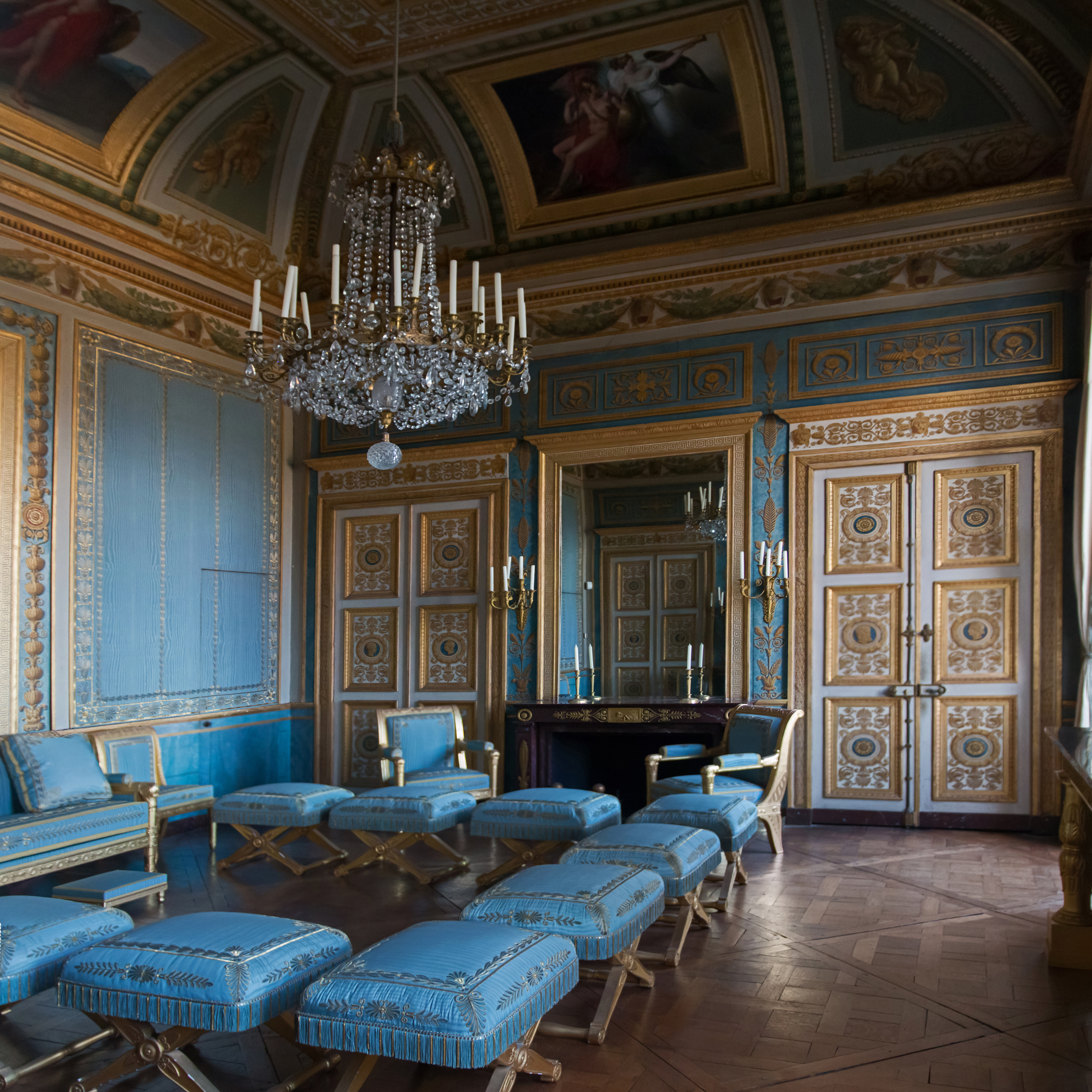
Salón Azul.

### Aposentos de la Emperatriz
Antes de la Revolución, dicha ala contenía parte de los aposentos privados de Luis XVI, además de los de su hermano y su nuera. A partir de 1809, el ala fue acondicionada por Louis-Martin Berthault para alojar a la emperatriz Josefina, que sin embargo nunca llegó a usarlos. La archiduquesa María Luisa fue la primera en habitarlos con motivo de su boda con Napoleón I. En los decenios siguientes continuaron sirviendo de aposentos de las distintas consortes, siendo la última Eugenia de Montijo.
- Salón de té de la emperatriz Eugenia: inicialmente "Comedor privado del Rey", más tarde reorganizado durante el Primer Imperio como "Salón de Música de la Emperatriz" para finalmente convertirse en "Salón de Té de la Emperatriz" bajo el Segundo Imperio. A las cinco de la tarde, durante las Séries de Compiègne, la Emperatriz invitaba a los huéspedes a participar en discusiones y entretenimientos. La estancia, que fue restaurada en 2012, muestra el eclecticismo característico del Segundo Imperio: sillas y sofás estilo Luis XVI realizados para los aposentos de María Antonieta en Saint-Cloud, armarios "chinoiserie" decorados con lacas orientales que representan paisajes de Asia,[5] tapices "à la turque" que muestran escenas de la vida en el palacio de un sultán y muebles contemporáneos como los confortables o las sillas Chiavari.
- Dormitorio de la Emperatriz: antiguo "Salón de Juegos del Rey", la habitación fue completamente redecorada a partir de 1809. Al centro, la cama con baldaquín "en dôme" (en cúpula) está rodeada por cortinas de seda blanca y de muselina bordada en oro, dos estatuas de ángeles dorados las sostienen. A cada lado de la chimenea, se encuentran representaciones pictóricas de las Cuatro estaciones. La correspondiente a la Primavera fue tomada por los prusianos durante el sitio de 1870, por lo que su lugar está vacío. En el techo, se encuentran pinturas de Girodet con el título de L'Aurore chassant la Nuit (La Aurora dejando detrás la Noche). La Aurora está representada con la forma de una mujer y la Noche con la de un anciano.[5] Actualmente la estancia se presenta en su estado Primer Imperio, bajo el Segundo Imperio, la emperatriz Eugenia mandó instalar un suntuoso dosel neobarroco sostenido por cuatro columnas.
- Boudoir o sala de baños de la Emperatriz: la pequeña estancia circular, situada detrás del dormitorio, data del Primer Imperio y funcionó a la vez como boudoir (tocador) y baño de las distintas consortes. El exquisito mobiliario estilo Imperio tapizado de color crema, al igual que las paredes, remarca la pureza del ambiente, que se encuentra iluminado por una claraboya cenital.
- Salón del desayuno: posicionado al lado del boudoir, la pequeña estancia da al patio interior conocido como Cour de la Chapelle (Patio de la Capilla). En esta estancia íntima, el Emperador y la Emperatriz tomaban su desayuno en privado. Tanto el mobiliario como las paredes se encuentran tapizados de color amarillo con bordados blancos y una franja azul. La emperatriz Eugenia lo usó como gabinete de trabajo.
- Tercer salón o Salón de las damas de honor: este salón sirvió bajo el Primer Imperio como lugar de audiencias, de ahí la elaborada disposición de los muebles conforme a la etiqueta. Cada asiento y sillón estaba pensado para una categoría precisa de personas en función de su jerarquía. El canapé era exclusivamente para el Emperador y la Emperatriz, los sillones para los familiares cercanos y así continuando hasta lo más bajo de la jerarquía donde los últimos permanecían de pie. Los tejidos de los asientos y del canapé muestran cuernos de la abundancia en forma de "J", monograma de Josefina. Los dinteles de las puertas representan diosas de la mitología grecorromana.[5]
- Segundo Salón o Salón de las Flores: este cuarto debe su nombre a los paneles pintados con flores realizados a partir de los estudios de Redouté y bajo Napoleón I funcionó como salón de juegos de la Corte. Durante el Segundo Imperio, esta sala se transformó en el dormitorio del príncipe imperial Luis-Napoleón; el joven príncipe, alistado en el ejército británico de la reina Victoria, murió en un enfrentamiento con los zulúes en Sudáfrica en 1879. En 1910, la emperatriz Eugenia, entonces de 84 años, visitó Compiègne siguiendo una visita guiada como una simple turista. Al llegar a este salón, sintiéndose mal, pidió sentarse; a pesar de no revelar su identidad, fue reconocida por el director del museo. Entonces, la ex-emperatriz solicitó permanecer sola en el antiguo dormitorio de su hijo por un instante, favor que le fue otorgado.[5]
- Salón Azul: el pequeño salón fue decorado, bajo el Primer Imperio, pensando que serviría como aposento al Rey de Roma, sin embargo se usó como salón de recepción de la emperatriz María Luisa. Bajo Napoleón III sirvió como pieza de estudio del Príncipe Imperial. Las obras de Girodet en el techo fueron hechas como una muestra de las virtudes del guerrero: virtud, coraje y honor.
- Primer Salón o Comedor de la emperatriz: este comedor fue acondicionado durante el Primer Imperio y en él tuvo lugar la primera cena intimista de Napoleón I y María Luisa en 1810; los muros de la habitación están revestidos de estucos, mezcla de polvo de tiza, yeso y pigmentos ocres. La alfombra es una reconstitución de una alfombra de piel de leopardo recordando la Campaña en Egipto. El techo artesonado esculpido representa el arte de la mesa y el arte musical.[5]
- Galería de las Cacerías: está decorada con tapicerías de temática cinegética hechas en Gobelins a partir de 1735, siguiendo modelos de Oudry. En su origen, sirvieron para decorar el palacio en época de Luis XV.
- Galería de los Ciervos: esta galería, que alberga el conjunto de tapices de Gobelins de la Galería de las Cacerías, sirvió de "Sala de los Guardias de la Emperatriz".
- Sala de billar: este salón, situado al lado del anterior, sirvió de sala de billar desde el Primer Imperio, la emperatriz María Luisa disfrutaba especialmente con este juego.

### Aposentos del Rey de Roma
A partir de 1782, el arquitecto Le Dreux decidió instalar, por deseo expreso de la soberana, los aposentos de la reina María Antonieta en el ala suroeste del palacio. Durante los años siguientes, una elaborada decoración fue realizada, a pesar de que el castillo continuaba manteniendo su esquema "en blanc", es decir, el predominio del blanco para evocar la calma y serenidad de una residencia de verano. El estallido de la Revolución Francesa impidió, sin embargo, que la reina pudiera gozar de sus nuevos appartements. Décadas más tarde, Napoleón I encargó a Louis-Martin Berthault transformar toda el ala en alojamiento para su hijo el Rey de Roma, que, no obstante, solo lo usó en agosto de 1811. Durante el Primer Imperio, los aposentos fueron utilizados por huéspedes importantes como el Carlos IV de España, Luis I de Holanda y Jerónimo de Westfalia. Bajo la Restauración sirvieron al Conde de Artois y luego al Duque de Angulema. Finalmente, en el Segundo Imperio lo habitó la princesa Matilde, a excepción de cuando un soberano extranjero visitaba el palacio, como Víctor Manuel II de Italia, Guillermo I de Alemania, Francisco José I de Austria o Guillermo III de los Países Bajos.
- Escalera de Apolo: construida por Le Dreux como "Escalera de la Reina", la instalación de una copia del Apolo de Belvedere en el rellano bajo el Primer Imperio le dio su nombre actual.
- Antecámara: sencilla pieza que en su día fue la "Sala de Guardias de la Reina".
- Primer Salón o Salón de las Bodas: antiguo "Salón de los Nobles de la Reina", la estancia ha conservado la decoración del siglo XVIII, en especial las grisallas de los sobrepuertas pintadas por Sauvage. Su nombre proviene del gran tapiz de los Gobelins que representa Roland ou la Noce d'Angélique según un cartón de Coypel y basado en la ópera Roland de Quinault.
- Segundo Salón o Salón de los Juegos de la Reina: es la única estancia del palacio restituida en su estado María Antonieta, con algunos de los muebles originales como las suntuosas cómodas de Bennemann, 4 de los 40 pliants (taburetes) que había en su momento o las tapicerías florales de las paredes. Además cabe destacar las boiseries y los sobrepuertas, también del siglo XVIII.
- Dormitorio: como en el salón anterior, en esta estancia también se ha conservado la decoración, típicamente femenina, del siglo XVIII: sobrepuertas esculpidas con motivos florales y vegetales, pinturas de las Cuatro Estaciones encarnadas en puttis y símbolos de naturaleza política como la flor de lys o el águila de los Habsburgo. El resto del suntuoso mobiliario y tapicerías data, sin embargo, del Primer Imperio, además de los medallones con Ns encima de los espejos. Detrás del dormitorio se encuentra la antigua sala de baños de la Reina: el cabinet des bains (gabinete de baños, donde se tomaba el baño) y la chambre des bains (cámara de baños, donde se reposaba después); dichas estancias dan nombre al pequeño Cour des Bains (Patio de los Baños).
- Boudoir: el pequeño tocador ha conservado el mobiliario instalado en 1808 durante la estancia de Carlos IV de España, en la pared del fondo un cristal translúcido sirve para iluminar la zona del retrete.
- Sala de baño: la suntuosa pero pequeña estancia fue transformada durante el Primer Imperio, que le añadió las elaboradas columnas corintias y los nichos con esculturas que flanquean la bañera. Bajo el Segundo Imperio, la estancia se convirtió en un dormitorio y la columnas desaparecieron para dejar paso a una recámara, el estado original se restituyó a finales del siglo XX.
- Gabinete: es la última pieza del appartement y como las dos anteriores también se encuentra entresolada. La simplicidad de la decoración contrasta con los elaborados muebles dorados del Primer Imperio. El 1 de mayo de 1814, tuvo lugar en esta estancia la entrevista entre el Alejandro I de Rusia y el nuevo Rey de Francia, Luis XVIII; el monarca se negó a habitar los aposentos del emperador porque se encontraban demasiado repletos del símbolos del "Usurpador".

### Aposentos dobles del Príncipe
Inicialmente, estas estancias fueron concebidas para alojar a los "fils de France" (los hijos de la pareja real), es decir, al delfín Luis José y a su hermana María Teresa. Sin embargo, los infantes, como sus padres, nunca llegaron a habitar los appartements que se les destinaron. Napoleón decidió transformarlos en un aposento doble para alojar a una pareja de príncipes. No obstante, casi siempre funcionaron en conjunto con los vecinos Aposentos del Rey de Roma, alojando a la reina María Luisa de Parma o a la Duquesa de Angulema. Bajo el Segundo Imperio fueron divididos en tres appartements independientes destinados a visitantes ilustres o a miembros de alto rango de la corte como el príncipe Karl von Hohenzollern-Sigmaringen (luego rey Carlos I de Rumanía) o el príncipe y la princesa de Metternich.
- Antecámara: la antigua "Sala de Guardias del Delfín" se encontraba en la época sumariamente amueblada con banquetas, actualmente presenta mobiliario de época de Luis XV proveniente de otros lugares del palacio.
- Comedor: dicha estancia mantuvo su función en los sucesivos regímenes, destaca la ausencia de la mesa, ya que en el Antiguo Régimen, era un mueble que se montaba y desmontaba antes y después de las comidas.
- Primer Salón: en su origen fue el "Salón de los Nobles del Delfín", también se encuentra sumariamente amueblado, bajo el Segundo Imperio fue el dormitorio del primer appartement.
- Segundo Salón: destinado a servir de dormitorio al Delfín, se usó como salón de juegos desde el Primer Imperio, su mobiliario es notablemente más suntuoso que las estancias precedentes.
- Salón Circular: su nombre proviene de la exedra en uno de sus extremos, una vez más, un truco de Le Dreux para ocultar la disimetría del palacio. En su momento, debía ser el "gabinete de estudios del Delfín". Una pequeña puerta conduce a un pequeño dormitorio en ángulo (no abierto al público), era la antigua estancia del tutor del Delfín, luego se usó como dormitorio para los distintos ocupantes de los aposentos.
- Dormitorio: en su momento fue destinado a Madame Royale, luego, completamente redecorado sirvió de dormitorio principal de los aposentos (el secundario fue el del tutor del Delfín). Destaca el elaborado mobiliario estilo Imperio, y las tapicerías color violeta y gamuza. Bajo el Segundo Imperio, la estancia perdió su dormitorio y se usó como salón.
- Salón lateral: el antiguo "gabinete de estudios" de Madame Royale ha conservado las elaboradas sobrepuertas esculpidas de finales del siglo XVIII. El mobiliario actual data del Primer Imperio. Bajo Napoleón III, a la estancia, usada como dormitorio, se le añadieron dos puertas laterales (hoy desaparecidas) que comunicaban con la sala de baños trasera.

## Museo del Segundo Imperio y Museo de la Emperatriz

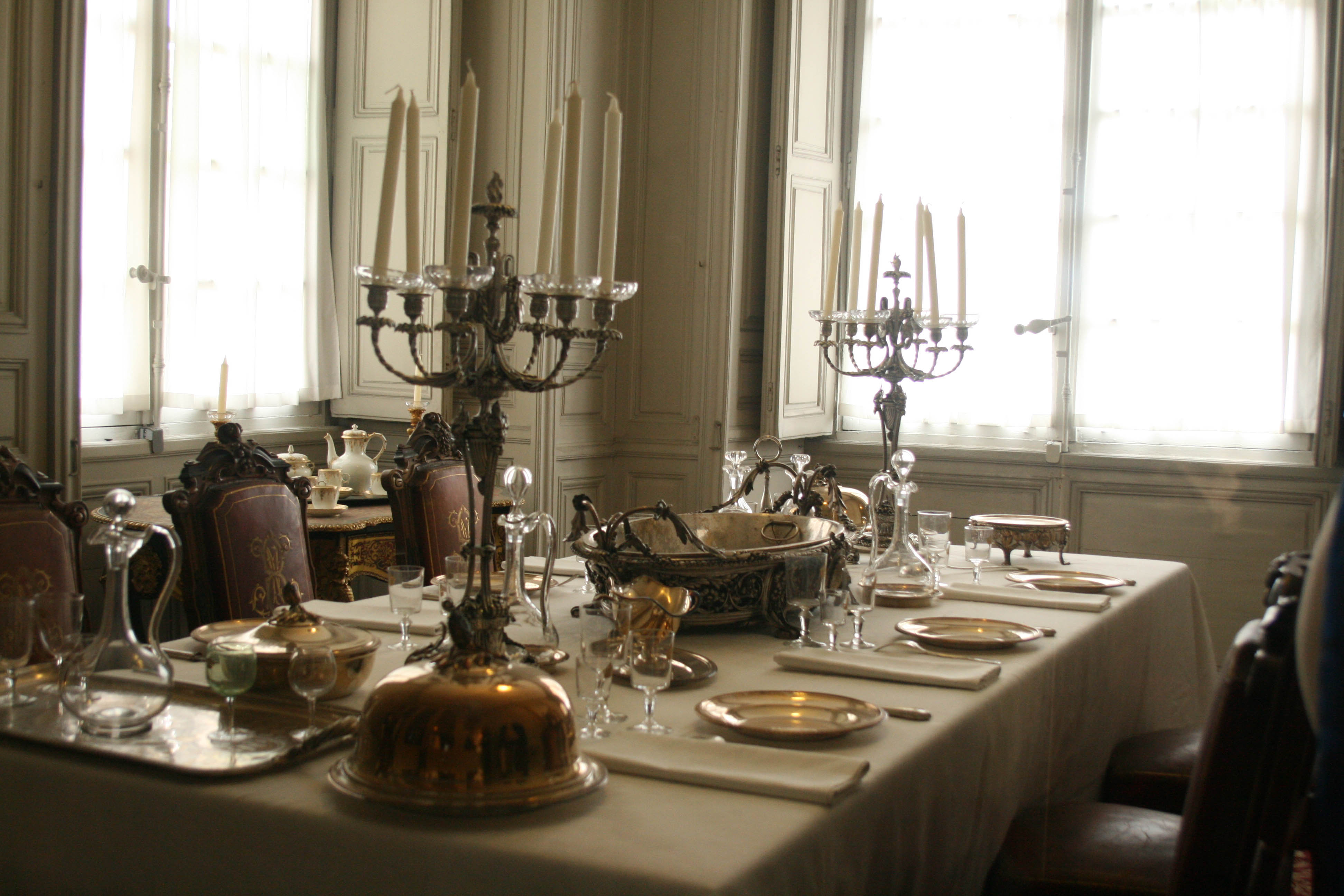
Mesa del Segundo imperio exhibida en el museo

El Museo del Segundo Imperio está instalado en los departamentos de los Mariscales. El palacio de Compiègne está "destinado" al período del Segundo Imperio dadas las numerosas estadías que efectuaron los soberanos, en particular aquellas de las recepciones de otoño conocidas como Séries de Compiègne (o Turnos de Compiègne). Esta disposición museológica ha sido elegida en lugar del castillo de Saint-Cloud incendiado en 1870, probablemente por un obús francés; el actual Parque de Saint-Cloud está conformado solo por un pequeño museo que recuerda el edificio desaparecido ubicado al lado del puesto de información.

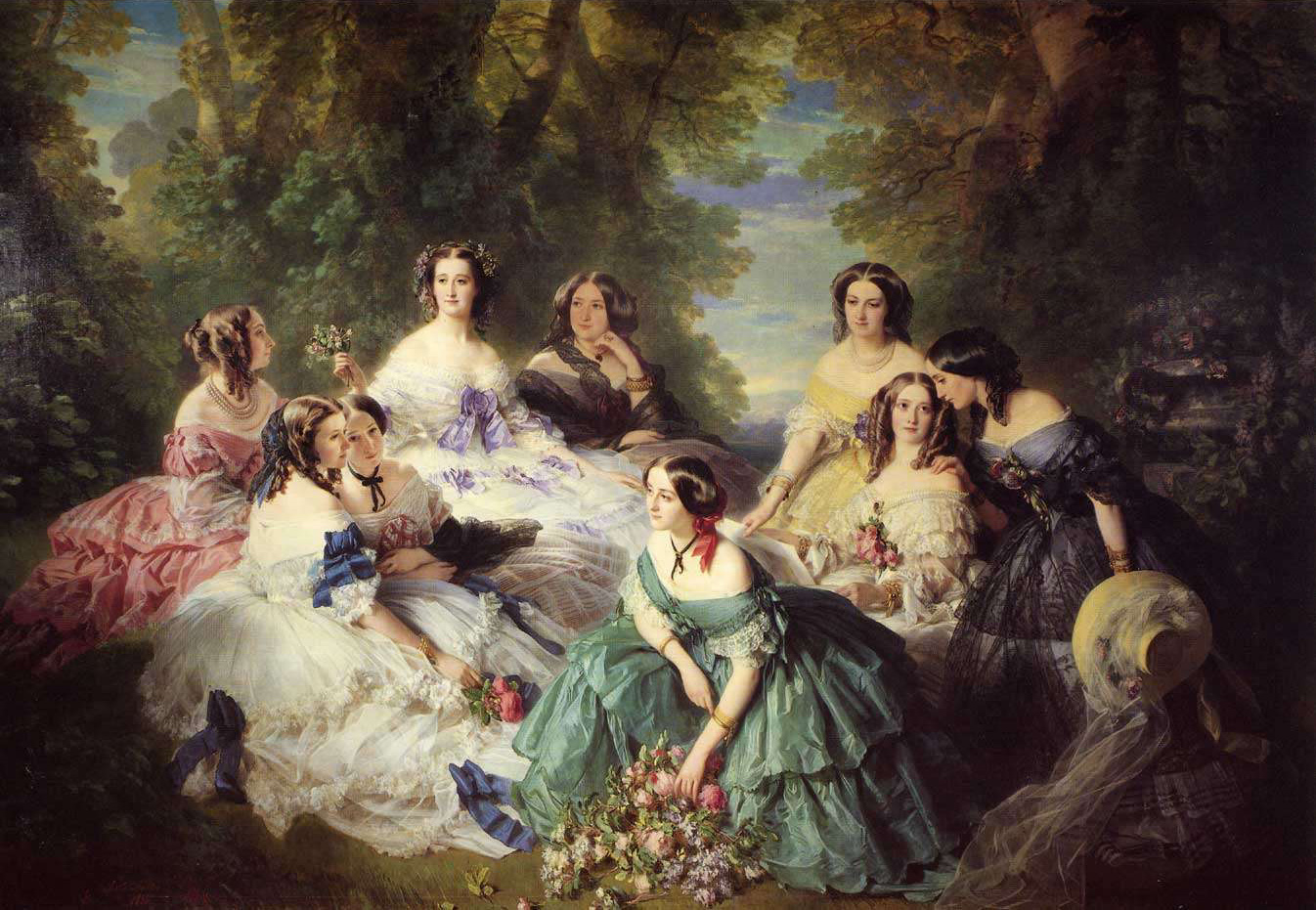
La Emperatriz Eugenia y sus damas de honor. (Pintura de F. X. Winterhalter de 1855)

El museo del Segundo Imperio comprende numerosas pinturas de este período, en particular, el célebre trabajo de Franz Xaver Winterhalter "La Emperatriz Eugenia y sus damas de honor", las pinturas de Dubufe, Cabanel, Dedreux, entre otros artistas de renombre, y un bello mobiliario.
El palacio sirve de referencia y marco a las exposiciones temporales organizadas por el museo mismo; como por ejemplo: A la table d'Eugénie - Le service de bouche des Palais impériaux del año 2009 y Un salon de thé pour l'Impératrice Eugénie en el año 2012. Estas exposiciones implicaron la restauración completa del mobiliario del antiguo Salón de música (la imagen - que figura arriba - muestra los tejidos rojos instalados para la visita del zar en 1901), a su estado original durante el Segundo imperio, para lo cual fueron retapizados en verde como el sillón de la emperatriz. En ocasión de la exposición Folies textiles dicho sillón - que se encontraba en el palacio del Elíseo - fue traído al museo.
El museo de la emperatriz es el resultante de las colecciones de un donador particular que vivía en Pierrefonds, el señor Ferrand, que era considerado un comprador de souvenirs de la familia imperial después de la muerte de Eugenia en 1920. Donadas a la comuna de Compiègne, estos objetos son depositados en el palacio. Este museo es, sobre todo, un museo impregnado de la nostalgia de los recuerdos de la emperatriz y de su único hijo, el príncipe imperial, heredero del trono fallecido en 1879 en Sudáfrica sin herederos, del que se conserva su uniforme del ejército británico.

## Museo del Automóvil y del Turismo
El Jamais Contente, primer automóvil en superar los 100 km/h, se encuentra en exhibición en este museo.

## El parque

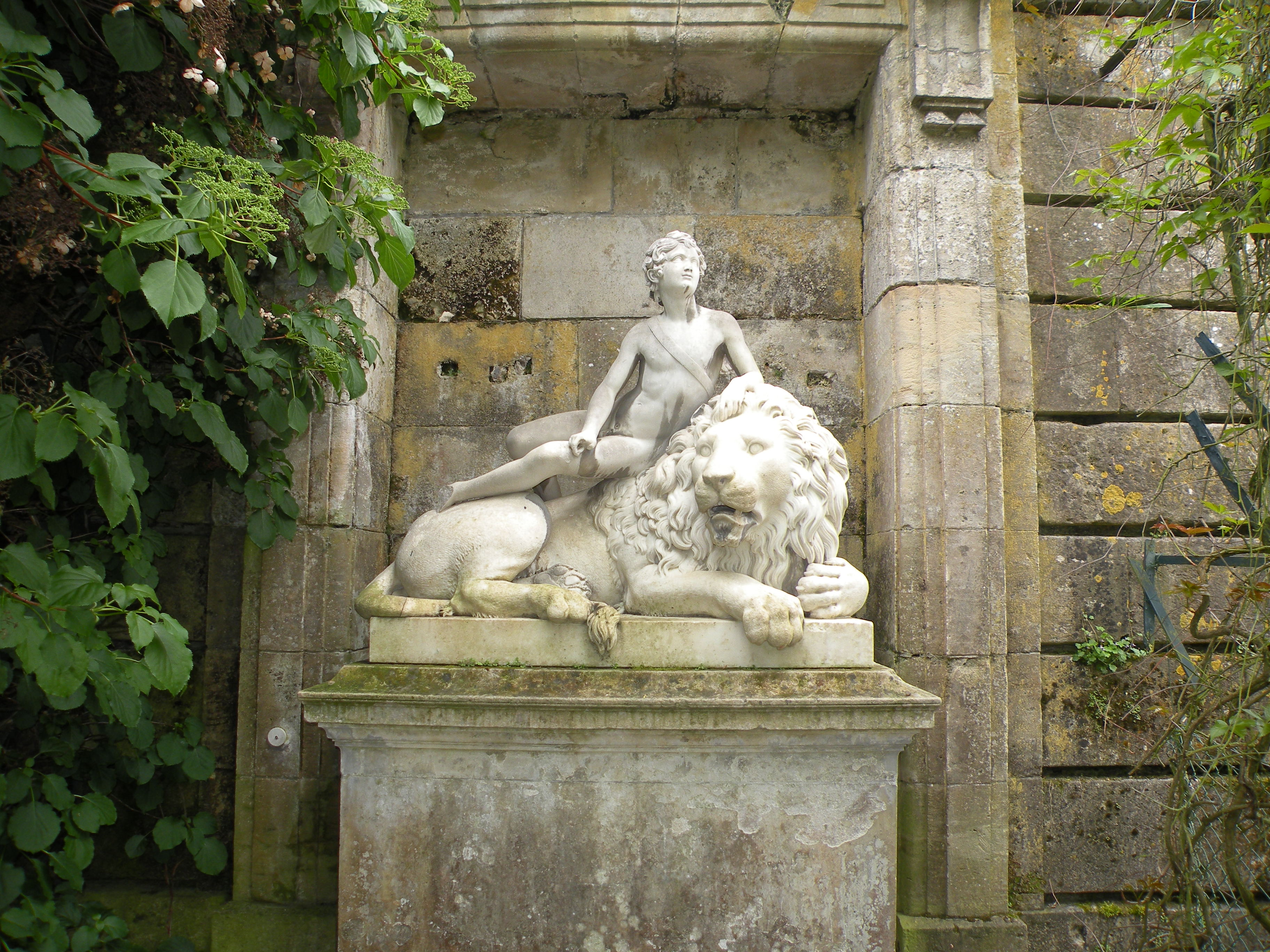
La fuerza sometida por el amor, obra en mármol de 1824 de Nicolas-Pierre Tiolier

El pequeño parque del castillo de Compiègne es clasificado como monumento histórico el 24 de octubre de 1994 e inscripto en el pre-inventario de los jardines notables. El jardín francés (o a la francesa), inicialmente proyectado por Ange-Jacques Gabriel, jamás fue realizado. A partir de 1811, Louis-Martin Berthault, creador del parque del Castillo de Malmaison, replanta la parte central en un Jardín inglés predominantemente arbolado, característica del gusto de esos tiempos.
Se compone de una terraza en terraplén, una alameda de diseño regular e irregular con otra cubierta y un jardín florista. Se encuentra diseminado de elementos tales como un quiosco, un capricho, una casa rústica, un naranjal, un invernadero y un depósito de conservación en frío (glacière).

### El camino abovedado de la emperatriz
Esta larga glorieta de 1200 m. y cubierta de plantas trepadoras permitía a la emperatriz María Luisa, después a Eugenia, unir el bosque al palacio, sin exponerse al sol del jardín entonces al descubierto. En esta época, se debía mantener un aspecto pálido.

### La avenida de losBeaux-Monts
La avenida de los Beaux-Monts tiene cuatro kilómetros de longitud y sesenta metros de ancho, y extiende el Pequeño Parque y la vista más allá del palacio. Fue abierta en 1810 por Napoleón I con objeto de evocar la perspectiva del Palacio de Schönbrunn para la emperatriz María Luisa, nacida archiduquesa de Austria. Se terminó dos años después de la muerte del emperador, en 1823.